# Équipe d'Espagne de football
Cet article traite de l'équipe masculine. Pour l'équipe féminine, voir Équipe d'Espagne féminine de football.
Maillots
L'équipe d'Espagne de football (en espagnol : Selección de fútbol de España) est la sélection de joueurs espagnols représentant le pays lors des compétitions internationales de football masculin, sous l'égide de la Fédération royale espagnole de football depuis 1920.
L'Espagne est l'une des huit équipes nationales à avoir été sacrées championnes du monde. Elle a participé à 16 des 22 Coupes du monde, remportant l'édition 2010, et s'est qualifiée sans interruption depuis 1978. L'Espagne a participé à 12 des 17 Championnats d'Europe et est l'actuelle championne d'Europe, après avoir remporté un quatrième titre record en 2024. Elle est donc l'une des équipes nationales les plus titrées de l'histoire du football. Après sa victoire dans la Ligue des nations de l'UEFA 2023, elle est devenue la deuxième équipe nationale, après la France, à remporter trois titres majeurs (Coupe du monde, Euro et Ligue des nations). L'Espagne est également l'un des deux seuls pays, avec l'Allemagne, à avoir remporté les Coupes du monde féminine et masculine.
Avec une Coupe du monde, une Ligue des nations et trois titres de champion d'Europe remportés depuis 2008, l'Espagne est l'équipe nationale européenne la plus titrée du XXIe siècle. Les exploits de l'équipe entre 2008 et 2012 ont conduit de nombreux experts et commentateurs à considérer les équipes de cette époque comme l'une des meilleures de l'histoire du football,,,,. Au cours de cette période, l'Espagne est devenue la première équipe nationale à remporter trois titres majeurs consécutifs, dont deux Championnats d'Europe consécutifs en 2008 et 2012, tout en devenant la première équipe européenne à remporter une Coupe du monde organisée hors d'Europe. Toujours au cours de cette période, de 2008 à 2013, l'Espagne a remporté le titre d'équipe de l'année de la FIFA, le deuxième plus grand nombre de tous les pays, derrière le Brésil. Un an auparavant, du début de 2007 à la Coupe des confédérations 2009, l'Espagne a réalisé 35 matchs consécutifs sans défaite, un exploit qu'elle partageait avec le Brésil et qui constituait un record pour ce sport à l'époque.

## Histoire

### Création de la fédération et débuts de la sélection (1909-1929)

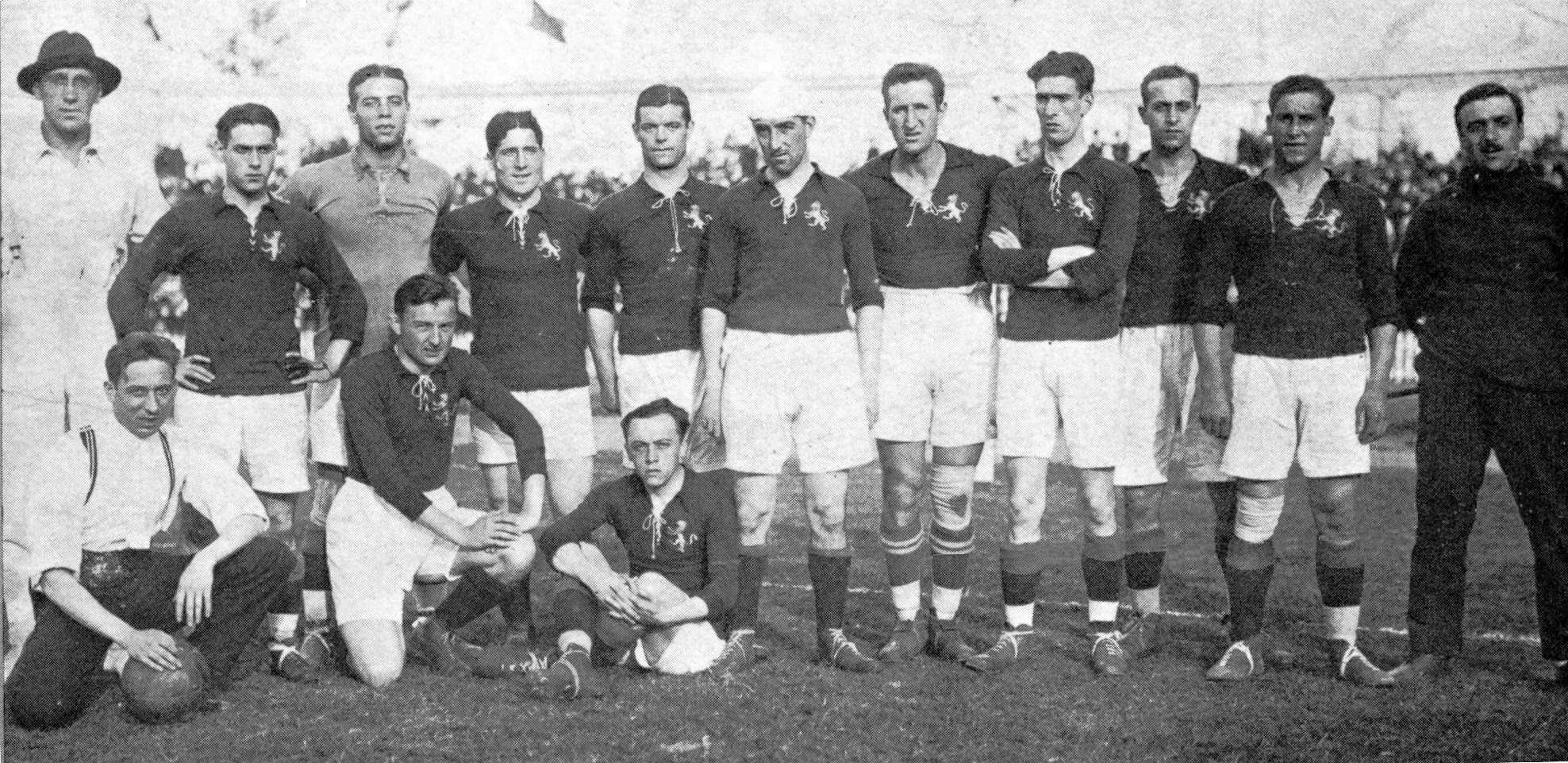
L'équipe espagnole vice-championne olympique en 1920 (G. à D. Belauste, Acedo, Zamora, Artola, Arabolaza, «Pichichi», Arrate, Eguiazábal, Vázquez, Sancho et Paco Bru le sélectionneur).

Sous l'impulsion de plusieurs clubs de football naît en 1909 une première fédération espagnole de football, la Federación Española de Clubs de Foot-ball. Elle est concurrencée en 1912 par l'apparition d'une fédération rivale lancée par d'autres équipes, l’Unión Española de Clubs de Foot-ball. Les deux fédérations souhaitent adhérer à la Fédération internationale de football association (FIFA) qui les refuse, les deux fédérations ne représentant pas l'ensemble du football espagnol. Comme le suggère la FIFA, les deux fédérations s'unissent en juillet 1913 au sein de la Real Federación Española de Foot-ball (devenue en 1931 la Real Federación Española de Fútbol). Cependant, aucune sélection ne voit le jour à ce moment-là, la fédération travaillant d'abord à l'organisation des compétitions de clubs.
Le premier match recensé par une équipe d'Espagne se déroule le 28 août 1920 à l'occasion du Tournoi olympique des Jeux olympiques d'Anvers. Opposés au Danemark, les Espagnols l'emportent sur un but de Patricio Arabolaza (1-0). Le lendemain, en quart de finale, ils sont éliminés par la Belgique. Bénéficiant du forfait de la Tchécoslovaquie en finale, ils sont repêchés pour un tournoi de consolante qu'ils remportent après avoir battu la Suède, l'Italie puis les Pays-Bas. Cette performance leur vaut de repartir avec la médaille d'argent. C'est lors de ce tournoi, et tout particulièrement lors du match contre la Suède, que naît pour cette sélection son surnom de Furia roja.
La sélection dispute son premier match en Espagne le 7 octobre 1921 à Bilbao contre la Belgique et le remporte 2-0. Trois ans plus tard, les Espagnols participent à nouveau au tournoi olympique, disputé cette fois à Paris. Ils sont battus au tour préliminaire par l'Italie (1-0). En 1928, c'est à nouveau l'Italie qui élimine l'Espagne, cette fois en quart de finale (1-1 puis 7-1 en match d'appui), ce qui constitue la plus large défaite de la sélection espagnole. L'Espagne, le 15 mai 1929, bat l'équipe d'Angleterre, ce qui correspond à la première défaite de cette sélection en dehors des îles Britanniques, sur le score de 4-3,.

### Une montée en puissance interrompue par des guerres (1930-1945)
En 1930 a lieu la première édition de la Coupe du monde. Pour l'organiser l'Espagne est initialement candidate, ainsi que d'autres pays européens et l'Uruguay pour l'Amérique du Sud. Les pays européens se retirent pour soutenir l'Italie. Le choix du délégué argentin de soutenir Uruguay amène l'Italie à se retirer à son tour. Invitée à cette coupe du monde uruguayenne, l'Espagne, comme plusieurs autres nations européennes telles l'Italie ou l'Angleterre, refuse finalement d'y participer. Les clubs espagnols ne souhaitent pas libérer leurs joueurs et le sélectionneur espagnol, José María Mateos (no), avance de son côté trois motifs de refus : la perte économique pour les clubs de voir partir certains de leurs joueurs, la difficulté de pouvoir se préparer sereinement en Uruguay et la fatigue engendrée par la compétition et le voyage de retour, qui obligerait à retarder les compétitions espagnoles ou à empêcher les joueurs de participer aux premières rencontres,,. Trois ans plus tard, l'Espagne domine en match amical la Bulgarie (13-0), ce qui constitue la plus large victoire de la sélection espagnole.

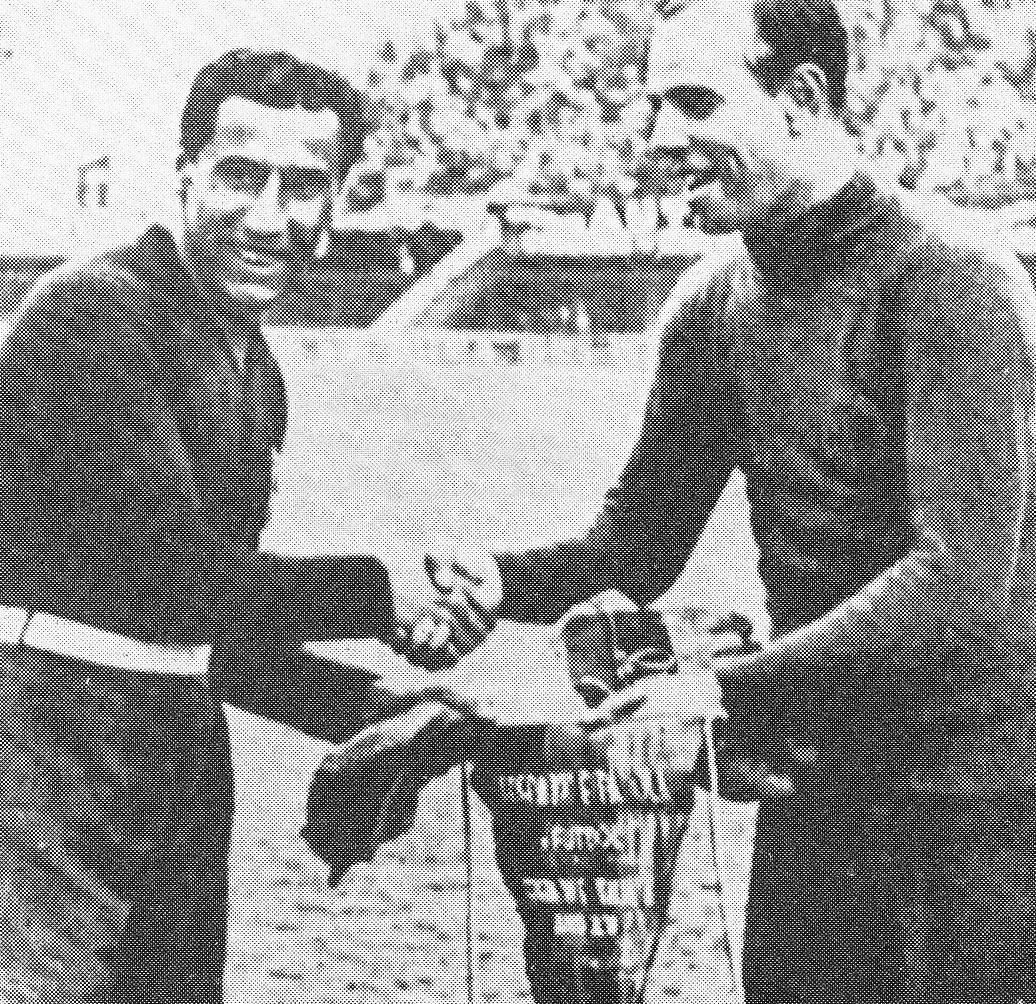
Avant match face à l'Italie lors du mondial 1934

Qualifiée pour la Coupe du monde 1934 en Italie en sortant vainqueur d'une double confrontation contre le Portugal (9-0; 2-1), l'Espagne domine en huitième de finale le Brésil (3-1), lors d'un match où le gardien espagnol Ricardo Zamora arrête un penalty. Elle affronte ensuite en quart de finale le pays organisateur, l'Italie le 31 mai à Florence. La rencontre, émaillée par des gestes de violence italiens sans intervention arbitrale du Belge Louis Baert, se termine par un match nul après prolongation (1-1) et le match doit donc être rejoué le lendemain. Quatre Italiens et sept Espagnols sont incapables de tenir leur place, de sorte que les équipes sont largement modifiées. Giuseppe Meazza qualifie l'Italie en inscrivant le seul but du match. L'arbitre suisse René Mercet refuse deux buts espagnols, décisions jugées discutables par les Espagnols. À la suite de ce match resté connu en Espagne comme la Batalla de Florencia, les arbitres des deux rencontres sont sanctionnés a posteriori par la FIFA, ainsi que leurs fédérations respectives,.
Malgré la Guerre d'Espagne qui meurtrit le pays de 1936 à 1939, la Fédération royale espagnole de football s'inscrit pour la Coupe du monde 1938. Mais la FIFA doute sérieusement de la capacité d'une sélection espagnole qui n'a plus joué depuis mai 1936 à disputer l'ensemble de ses matchs éliminatoires dans un tel contexte de guerre civile. L'Espagne n'est donc pas autorisée à participer à la phase éliminatoire du mondial 1938. L'équipe d'Espagne ne rejouera que quelques années plus tard, le temps d'une série de matchs amicaux en 1941 et 1942, en attendant la véritable reprise des compétitions internationales après la Seconde Guerre mondiale.

### La Coupe du monde 1950, une performance sans lendemain
L'armistice de 1945 marque le retour du football international. Après une suspension de plus de dix ans, la Coupe du monde fait son retour en 1950, au Brésil. Comme en 1934, l'Espagne se qualifie aux dépens du Portugal. La sélection de Guillermo Eizaguirre est la seule équipe au premier tour de la phase finale à remporter trois victoires, contre les États-Unis (3-1, buts de Telmo Zarraonaindía, de Silvestre Igoa et d'Estanislao Basora dans les dix dernières minutes du match), le Chili (2-0, buts d'Estanislao Basora et de Telmo Zarraonaindía) et l’Angleterre (1-0, but de Telmo Zarraonaindía). Première de son groupe, l'Espagne se qualifie pour la poule finale où elle retrouve l'Uruguay, le Brésil, pays hôte, et la Suède. Après un match nul nul face aux Uruguayens (2-2, doublé d'Estanislao Basora), les Espagnols prennent l'eau face au Brésil (1-6, but de Silvestre Igoa). Les Sud-Américains dominant la poule finale, la rencontre de la troisième journée entre l'Espagne et la Suède est un match pour la troisième place. L'Espagne s'incline (1-3, but de Telmo Zarraonaindía) et termine la Coupe du monde à la 4e place.
Forte du prestige de ses clubs (Real Madrid CF et FC Barcelone notamment), l’Espagne est attendue à la Coupe du monde 1954 et bénéficie déjà auprès de la FIFA du statut de tête de série avant même d'être qualifiée. Pourtant elle manque la qualification face à la modeste équipe de Turquie. Largement vainqueur à Madrid au match aller et défaite de peu à Istanbul au retour, l'équipe d'Espagne est victime du nouveau règlement pour la Coupe du monde 1954 qui ne tient compte que des points (2 partout) et pas des scores (4-2 en cumulé). La Roja doit alors disputer une troisième rencontre contre les Turcs, un match d'appui organisé à Rome qu'elle ne parvient pas à remporter (2-2 a.p.). Le critère du score cumulé n'étant pas retenu, même en dernier recours, l'Espagne se trouve finalement éliminée au tirage au sort. Quatre ans plus tard, elle est de nouveau éliminée lors du tour préliminaire, la faute à un match nul face aux Suisses à Madrid et à une défaite à Glasgow face à l'Écosse.

### La génération dorée des années 1960
La nouvelle UEFA, dont la fédération espagnole est membre fondateur en 1954, organise six ans plus tard la première édition de la Coupe d'Europe des nations. Contrairement à nombre de sélections, l'Espagne s'inscrit pour disputer la compétition. En huitièmes de finale, la formation d'Helenio Herrera, qui compte dans ses rangs trois des meilleurs attaquants du moment (Alfredo Di Stéfano, Ballon d'or en 1957 et 1959, Luis Suárez, Ballon d'or 1960, et Francisco Gento) écarte sans mal la Pologne (3-0 ; 4-2), et doit affronter en quart de finale l’Union soviétique. En raison de différents politiques, Franco refuse que la sélection espagnole se déplace en URSS, la forçant à déclarer forfait.

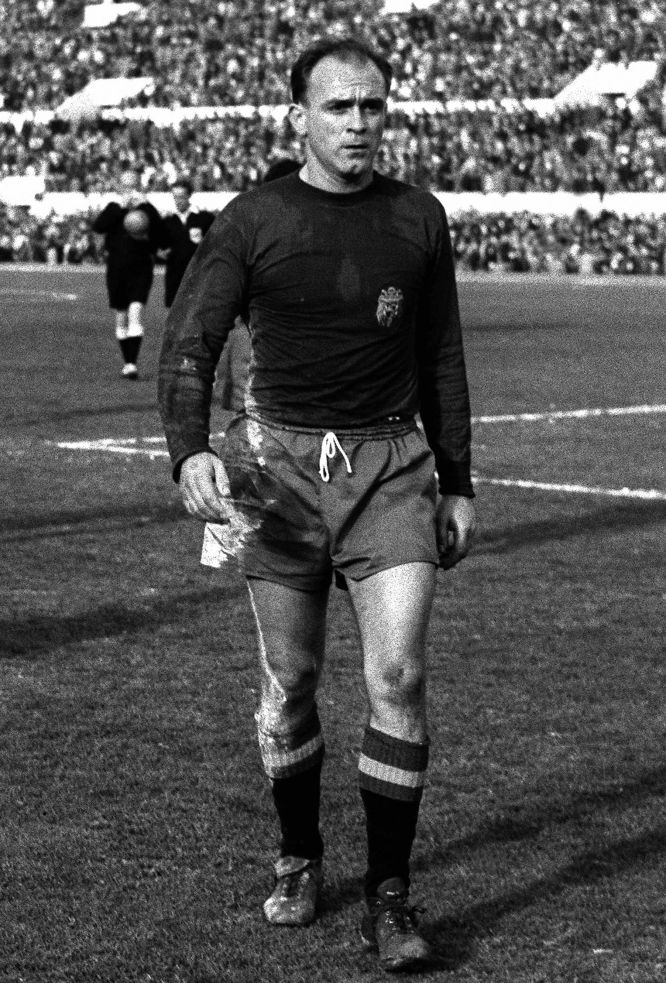
Alfredo Di Stéfano avec la Roja

Les Espagnols font leur retour en Coupe du monde en 1962, après avoir écarté le pays de Galles et le Maroc, vainqueur de la zone Afrique, en tours préliminaires. Au premier tour du Mundial au Chili, l'Espagne concède deux défaites contre les deux futurs finalistes : la Tchécoslovaquie (0-1), une des meilleures sélections d'Europe, et le Brésil, champion du monde en titre, sauvé par un doublé du jeune Amarildo en fin de partie (1-2). Sa victoire lors du 2e match contre le Mexique (1-0) est insuffisante, la Roja est éliminée.
Comptant toujours sur Luís Suárez et Gento, mais aussi Amancio Amaro, l'Espagne réussit sa campagne de Coupe d'Europe des nations : elle écarte la Roumanie au tour préliminaire grâce à une victoire fleuve au match aller puis est accrochée en huitième de finale par l’Irlande du Nord qui résiste mais finit par s'incliner à domicile à Belfast d'un seul but au match retour, et enfin surclasse l’Irlande en quart de finale. Qualifiée pour le dernier carré, l'Espagne obtient l'organisation de la phase finale. En demi-finale à Madrid, les Espagnols battent la Hongrie (2-1), grâce à un but en prolongation d’Amancio Amaro. En finale, toujours au stade Santiago Bernabéu, l'Espagne retrouve l'URSS, encore en lice pour défendre son titre. Après six minutes de jeu, Jesús María Pereda ouvre une nouvelle fois la marque, mais les Soviétiques égalisent juste après. Marcelino Martínez délivre la Roja en fin de match, offrant le titre européen à l’Espagne.
Luís Suárez et Gento, à 30 ans passés, sont encore de la Coupe du monde de football 1966, organisée en Angleterre après leur victoire en match d'appui contre l'Irlande en fin de phase éliminatoire. Après une courte défaite en ouverture face à l'Argentine 2-1, l'Espagne revient dans la course grâce à sa victoire contre la Suisse (2-1). Pour atteindre les quarts de finale, l'Espagne doit impérativement battre l'Allemagne lors de la troisième journée. Les Espagnols ouvrent la marque par Fusté, mais les Allemands reviennent au score avant la mi-temps et finissent par s'imposer en fin de match (2-1).

### Quinze années en retrait
La sélection espagnole doit digérer la retraite internationale de ses deux vedettes (Suárez et Gento). L'Espagne sort vainqueur de sa poule préliminaire du championnat d'Europe 1968 aux dépens de la Tchécoslovaquie, mais est éliminée par l’Angleterre, championne du monde en titre, en quart de finale (0-1 ; 1-2). Les Éliminatoires à la Coupe du monde 1970 sont un échec sévère pour l'Espagne. Celle-ci est en effet devancée par la Belgique (contre qui elle n'a pris qu'un seul point) et la Yougoslavie, et a notamment encaissé une défaite-surprise (2-0) en Finlande, l'équipe faible du groupe qui perdait par ailleurs tous ses matchs de qualification sur des scores souvent larges, comme en Espagne au match retour (6-0). Au coude à coude avec l'Union soviétique dans son groupe préliminaire de l'Euro 1972, elle laisse filer la première place qualificative en ne parvenant pas à remporter le match décisif à Madrid face à son adversaire (0-0), subissant ainsi une deuxième désillusion consécutive.
Lors des qualifications pour la Coupe du monde 1974, l'Espagne livre un duel particulièrement serré avec la Yougoslavie. Les deux équipes terminent en tête du groupe 7 à égalité de points et de différence de buts, et il n'y a qu'un seul ticket disponible pour aller en Allemagne. Manque de chance pour la Roja, la règle du plus grand nombre de buts marqués (8 pour l'Espagne, 7 pour la Yougoslavie) pour départager les équipes à égalité de points et de différence de buts n'entre en vigueur que lors de la phase finale du mondial 1974. Un match d'appui doit donc être organisé sur terrain neutre. Ce match, disputé en février 1974 à Francfort peu de temps après le tirage au sort de la phase finale, est perdu (0-1).
L'Espagne effectue ensuite un parcours honorable lors du Championnat d'Europe 1976 : elle remporte son groupe préliminaire en étant invaincue et est éliminée en quart de finale par la grande équipe de RFA (1-1; 0-2), championne d'Europe et du monde en titre. L'Espagne retrouve enfin une phase finale à l'occasion de la Coupe du monde 1978 après avoir dominé dans son groupe éliminatoire la Roumanie et la Yougoslavie. Le groupe de l'Espagne au premier tour du Mundial argentin est disputé et pauvre en buts. Après une défaite en ouverture contre l'Autriche (2-1), l'Espagne accroche le Brésil (0-0) et garde espoir. Elle s'impose contre la Suède lors de la dernière journée (1-0) mais termine finalement à la troisième place du groupe, à un point seulement de l'Autriche et du Brésil qui sont les deux qualifiés pour le second tour. L'Espagne confirme sa progression en sortant une nouvelle fois vainqueur de son groupe éliminatoire du championnat d'Europe des nations devant la Yougoslavie et la Roumanie. Elle se qualifie ainsi pour la phase finale de l’Euro 1980, désormais élargie à huit équipes. Lors de la première journée elle parvient à accrocher l'équipe locale, l'Italie (0-0). En deuxième journée elle est battue (2-1) par la Belgique future finaliste; lors de la dernière journée elle s'incline à nouveau sur le même score contre l'Angleterre et termine à la dernière place du groupe. Ladislao Kubala, sélectionneur depuis 1969, quitte la sélection après le tournoi.

### L'embellie des années 1980
En 1982, l'Espagne organise pour la première fois la Coupe du monde. Inspirée par les victoires des pays-hôtes en 1974 et 1978 (la RFA et l'Argentine, respectivement), la sélection nourrit de solides ambitions avant le tournoi. Bousculée lors du premier match par le Honduras, novice en Coupe du monde, l'Espagne sauve le point du match nul grâce à l'égalisation de Roberto López Ufarte sur pénalty (1-1). Lors de son 2e match contre la Yougoslavie, elle concède encore l'ouverture du score et égalise à nouveau sur un pénalty, particulièrement litigieux, transformé par Juan Gómez González, avant qu'Enrique Saura n'offre la victoire aux locaux contre le cours du match. Enfin le 3e match voit les Espagnols battus par l'Irlande du Nord, pourtant réduite à dix (0-1). Miraculeusement qualifiés pour le second tour, les Espagnols sont éliminés logiquement après une défaite contre la RFA (1-2, but de Jesús María Zamora) et un match nul contre l’Angleterre (0-0).
L'Espagne se qualifie pour l'Euro 1984 aux dépens des Pays-Bas, devancés grâce à une meilleure attaque. Lors de la phase finale en France, la sélection débute par deux matchs nuls, contre la Roumanie (1-1, but de Francisco Carrasco) et le Portugal (1-1, but de Carlos Santillana). La victoire arrachée sur la RFA lors de la 3e journée (1-0, but d’Antonio Maceda à l'ultime minute du match) lui offre une qualification inespérée pour les demi-finales, où elle doit rencontrer le deuxième du groupe 1, la redoutable sélection danoise (surnommée Danish Dynamite). Menée au score par le Danemark, l'Espagne revient à la marque et tient le choc durant la prolongation (1-1). Les Espagnols se qualifient en gagnant la séance de tirs au but (5-4). En finale ils affrontent la France, sélection hôte. À la 55e minute, le gardien Luis Arconada manque son arrêt sur un coup franc de Michel Platini, laissant le ballon lui glisser sous le corps. Après une belle opposition l’Espagne s'incline finalement 0-2, une défaite restée longtemps un traumatisme pour la sélection.
Après la finale perdue de 1984, l'équipe d'Espagne, portée par la génération des jeunes Butragueño et Míchel, devance l’Écosse et le pays de Galles pour se qualifier pour la Coupe du monde de football de 1986. Malgré une défaite pour son entrée en lice face au Brésil (1-0), au cours de laquelle un but a priori valable lui est refusé, elle se qualifie pour les huitièmes de finale en battant l'Irlande du Nord (2-1) puis l'Algérie (3-0). Face au Danemark, l'épouvantail du tournoi, elle concède l'ouverture du score mais l'emporte finalement sur le score de cinq buts à un, grâce à un quadruplé du jeune Butragueño et un but sur pénalty de Goikoetxea. En quart de finale, elle affronte la Belgique. Dominatrice mais une nouvelle fois menée au score, l'Espagne parvient à égaliser à cinq minutes de la fin du temps règlementaire par Señor. Le score n'évolue pas durant la prolongation, et c'est aux tirs au but que les Espagnols sont éliminés (5 à 4). Butragueño, à 22 ans, termine meilleur buteur espagnol avec cinq buts.
La Roja se qualifie de justesse pour l'Euro 1988, ne devançant la Roumanie que lors la dernière journée. Elle entame la compétition par une nouvelle victoire sur le Danemark (3-2), mais s'incline ensuite face à l'Italie (1-0) et la RFA (2-0), pays-hôte. Miguel Muñoz, à la tête de la sélection depuis 1982, prend sa retraite.

### Une ascension lente mais progressive au rang des meilleures nations (1990-2006)

#### Médaille d'or olympique aux JO 1992
Qualifiée pour la Coupe du monde de football de 1990, l'Espagne se voit privée du statut de tête de série au bénéfice de l'Angleterre, ce qui irrite la fédération espagnole. La formation de Luis Suárez termine cependant en tête de son groupe après un match nul et vierge contre l'Uruguay suivi de deux victoires sur la Corée du Sud (3-1) et la Belgique (2-1). En huitième de finale face à la Yougoslavie qui joue sa dernière compétition, elle s'incline deux buts à un après prolongation – l'égalisation en fin de match de Julio Salinas ne suffisant pas face au doublé du meneur de jeu Dragan Stojković, auteur d'un match exceptionnel. Míchel termine meilleur buteur espagnol de la compétition avec quatre buts.
Si l'Espagne a été distancée par la France dans la course à la qualification pour l'Euro 1992, le pays fête cet été-là la médaille d'or remportée par sa sélection olympique aux Jeux olympiques de Barcelone, une compétition réservée aux joueurs de moins de 23 ans. Lors de la finale au Camp Nou face à la Pologne, devant 95 000 personnes, deux buts de Kiko et un d’Abelardo Fernández offrent le titre olympique à la Roja sur le score de trois buts à deux.

### Des premiers résultats encourageants
Au cours des années suivant le succès olympique, la sélection de Javier Clemente va s'avérer redoutable, ne s'inclinant que très rarement et participant à toutes les phases finales des compétitions majeures, sans parvenir cependant à dépasser le stade des quarts de finale. Malgré des débuts difficiles lors des tours préliminaires à la Coupe du monde de football 1994, elle parvient à se qualifier aux dépens du Danemark, champion d'Europe en titre, qu'elle domine lors du dernier match à Séville. L'Espagne débute en phase finale par un match nul inattendu face à la Corée du Sud, qui remonte deux buts dans les dernières minutes (2-2, but de Jon Andoni Goikoetxea et de Julio Salinas), puis en obtient un second contre l’Allemagne, champion en titre (1-1, but de Goikoetxea). Une nette victoire sur la Bolivie (3-1, doublé de José Luis Caminero et but de Josep Guardiola) lui ouvre finalement les portes des huitièmes de finale, où, solide et efficace, elle écarte sèchement la Suisse (3-0, buts de Fernando Hierro, de Luis Enrique et de Txiki Begiristain). Elle s'incline finalement en quart de finale contre l’Italie sur un but en toute fin de partie de Roberto Baggio, le ballon d'or 1993 (1-2, but de José Luis Caminero).
À l’Euro 1996, la sélection espagnole, réputée pour sa solidité, se classe deuxième du groupe B au premier tour derrière la France. Opposé en quart de finale à l’Angleterre, pays-hôte, elle domine légèrement le match et doit supporter un arbitrage défavorable. Elle est finalement éliminée aux tirs au but (0-0 ap, tab 4-2). À la Coupe du monde 1998, l'équipe de Clemente, qui reste sur une série de 31 matchs sans défaite, fait partie des favoris. Mais elle commence très mal le tournoi en subissant un revers contre le Nigeria (2-3), puis est tenue en échec (0-0) par le Paraguay. L'Espagne retrouve enfin son football lors de la dernière journée en écrasant la Bulgarie (6-1), mais la victoire du Paraguay contre le Nigeria (déjà qualifié) dans l'autre match entraine finalement l'élimination des Espagnols. Quelques mois après cet échec, Clemente est poussé à la démission après une humiliante défaite en qualification à Chypre.
José Antonio Camacho, le remplaçant de Clemente, parvient à qualifier les Espagnols pour l’Euro 2000 au sortir d'un groupe facile. Battue d'entrée par la Norvège (0-1), l'Espagne se reprend et parvient à finir en tête de son groupe du premier tour en battant la Slovénie (2-1) et en renversant la RF Yougoslavie dans le temps additionnel, grâce à Gaizka Mendieta sur pénalty et Alfonso Pérez (4-3), après être donc passée tout près de l'élimination. Les coéquipiers de Guardiola sont finalement battus en quart de finale par les Français, champions du monde en titre, sur le score de deux buts à un — l'attaquant vedette Raúl manquant le pénalty de l'égalisation en toute fin de match. Ce même été, les jeunes Espagnols, déjà vainqueurs de la Coupe du monde des moins de 20 ans en 1999, atteignent de nouveau la finale des Jeux olympiques à Sydney, perdant la séance des tirs au but face au Cameroun.
Qualifiée pour la Coupe du monde 2002 en terminant première et invaincue de son groupe éliminatoire, l'Espagne attaque le tournoi avec trois victoires au premier tour face à la Slovénie (3-1, buts de Raúl, Juan Carlos Valerón et Fernando Hierro), le Paraguay (3-1, doublé de Fernando Morientes et but de Hierro) et l’Afrique du Sud (3-2, doublé de Raúl et but de Gaizka Mendieta). En huitième de finale face à l’Irlande, les Espagnols ouvrent le score par Morientes puis s'évertuent à préserver leur avance. À la fin du temps règlementaire, Robbie Keane remet les équipes à égalité sur pénalty et le match se poursuit en prolongation où rien ne sera marqué. L'Espagne se qualifie finalement aux tirs au but (3-2). Privée de Raúl, blessé, elle tombe en quart de finale contre la Corée du Sud, sélection-hôte. Après un nouveau nul (0-0 ap), la séance de tirs au but lui est en effet cette fois fatale (3 tirs à 5). Cette élimination au terme d'un match marqué par des polémiques sur l'arbitrage est difficile à digérer pour les Espagnols, avec notamment deux buts a priori valables qui ont été refusés par l'arbitre Gamal Al-Ghandour. C'est la quatrième fois, après 1934, 1986 et 1994 que la Roja s'arrête à ce stade de la compétition.
Devancée par la Grèce dans son groupe éliminatoire de l'Euro 2004, l'Espagne se qualifie pour la phase finale au Portugal en battant la Norvège (2-1; 3-0) en barrages. Vainqueur de la Russie pour son entrée dans la compétition (1-0), elle concède ensuite le nul face à une sélection grecque qui surprend les observateurs. La Roja pointe en tête du groupe en compagnie des Grecs avant la dernière journée décisive. L'Espagne s'incline contre le Portugal à Lisbonne sur un but Nuno Gomes (1-0) et est éliminée en étant devancée de justesse au classement par la Grèce, également battue de son côté, sur le critère du nombre de buts marqués (2 contre 4).

### L'âge d'or de la Roja (2006-2012)
L'expérimenté Luis Aragonés prend en charge la sélection en 2004. Avec une équipe rajeunie, forte de ses multiples succès chez les jeunes (l'Espagne est de nouveau finaliste des Coupes du monde des moins de 17 ans et des moins de 20 ans de 2003), l'Espagne se veut ambitieuse pour la Coupe du monde 2006 organisée en Allemagne. En match de préparation, elle aligne pour la première fois le duo de milieux de terrain qui fera le bonheur du FC Barcelone, champion d'Europe cette année-là, et de la sélection : Xavi et Iniesta. Au premier tour, la Roja remporte ses trois matchs (4-0 contre l'Ukraine, 3-1 contre la Tunisie, 1-0 contre l'Arabie saoudite) et affronte en huitième de finale la France, une équipe vieillissante qui a passé le premier tour avec douleur. Les médias espagnols annoncent avant le match la probable qualification pour les quarts de finale, et la retraite anticipée de Zinédine Zidane, milieu de terrain évoluant en fin de carrière au Real Madrid. Lors de ce match Les Espagnols ouvrent le score sur un penalty de David Villa mais les Français égalisent avant la pause par Franck Ribéry. Au retour des vestiaires, la France prend le contrôle du jeu et concrétise sa domination en marquant deux buts par Patrick Vieira et Zinédine Zidane en fin de match. L'Espagne, trop confiante, est éliminée dès les huitièmes de finale.

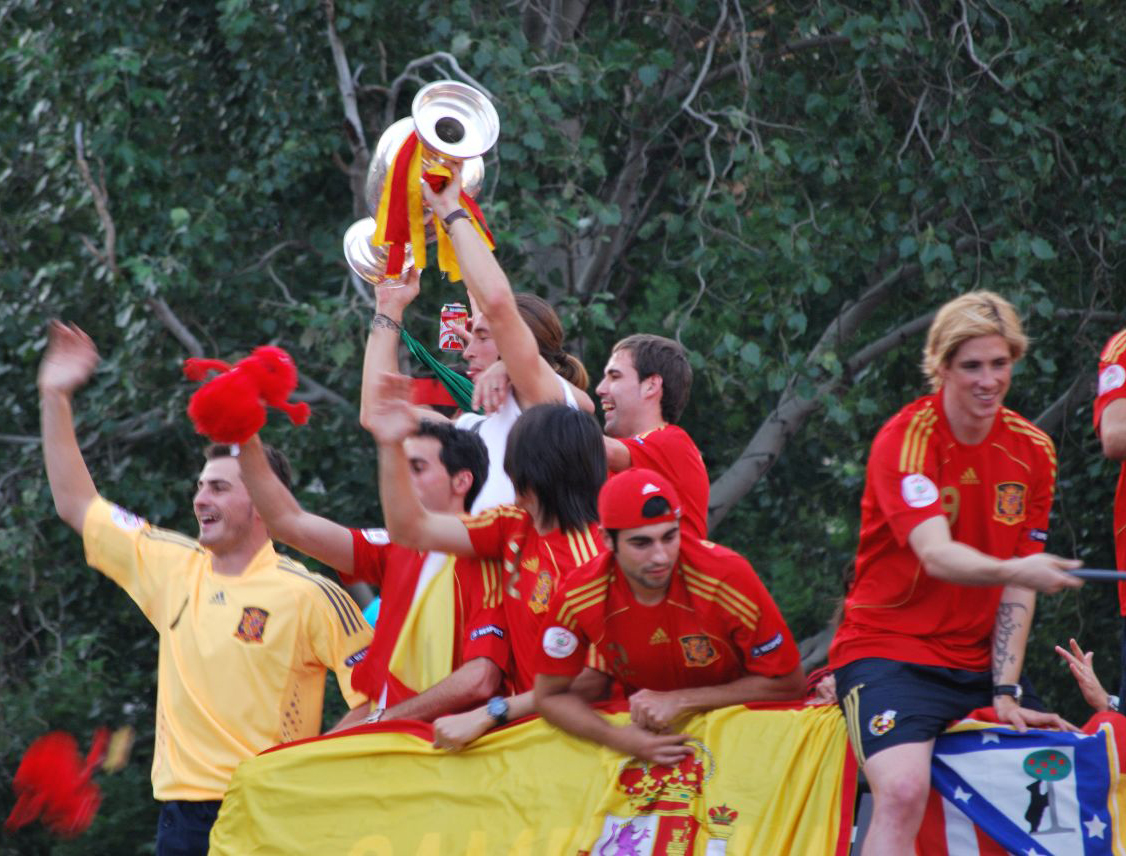
Les joueurs célébrant leur victoire à l'Euro 2008.

La formation d'Aragonés se qualifie sans frayeur à l’Euro 2008. Au premier tour, elle confirme ses ambitions en battant la Russie (4-1), la Suède (2-1, grâce à un but de Villa dans le temps additionnel) et la Grèce, tenante du titre (2-1). En quart de finale l'Espagne affronte l'Italie, championne du monde, qui affiche ses qualités défensives en tenant le score jusqu'au bout de la prolongation (0-0). Les Espagnols se qualifient aux tirs au but grâce à deux arrêts d'Iker Casillas (4 tirs à 2). L'Espagne retrouve en demi-finale la Russie, équipe surprise du tournoi, qu'elle écarte sans mal avec trois buts d'écart (3-0), comme lors du match de poule. L'Espagne dispute face à l'équipe d'Allemagne la finale de l'Euro, sa première depuis 1984. Elle l'emporte grâce à un but de Fernando Torres, mettant ainsi fin à une période de 44 ans sans trophée. L'Espagne y mit la manière en pratiquant un jeu surnommé tiki-taka, un jeu fait de possession et de passes courtes qui enthousiasme les observateurs. David Villa est meilleur buteur du tournoi, Xavi Hernández désigné meilleur joueur.
Cette victoire à l'Euro 2008 fait monter brièvement l'Espagne à la première place au classement mondial de la FIFA. Aragonés, qui avait annoncé son départ, est remplacé par Vicente del Bosque, ancien entraîneur du Real Madrid. La sélection, est invitée en tant que championne d'Europe à la Coupe des confédérations 2009, compétition à laquelle elle n'a jamais participé. Après un premier tour facile, elle trébuche contre les États-Unis (0-2) en demi-finale et manque par la même occasion de battre le record d'invincibilité du Brésil (35 matches sans défaite) qu'elle venait d'égaler.

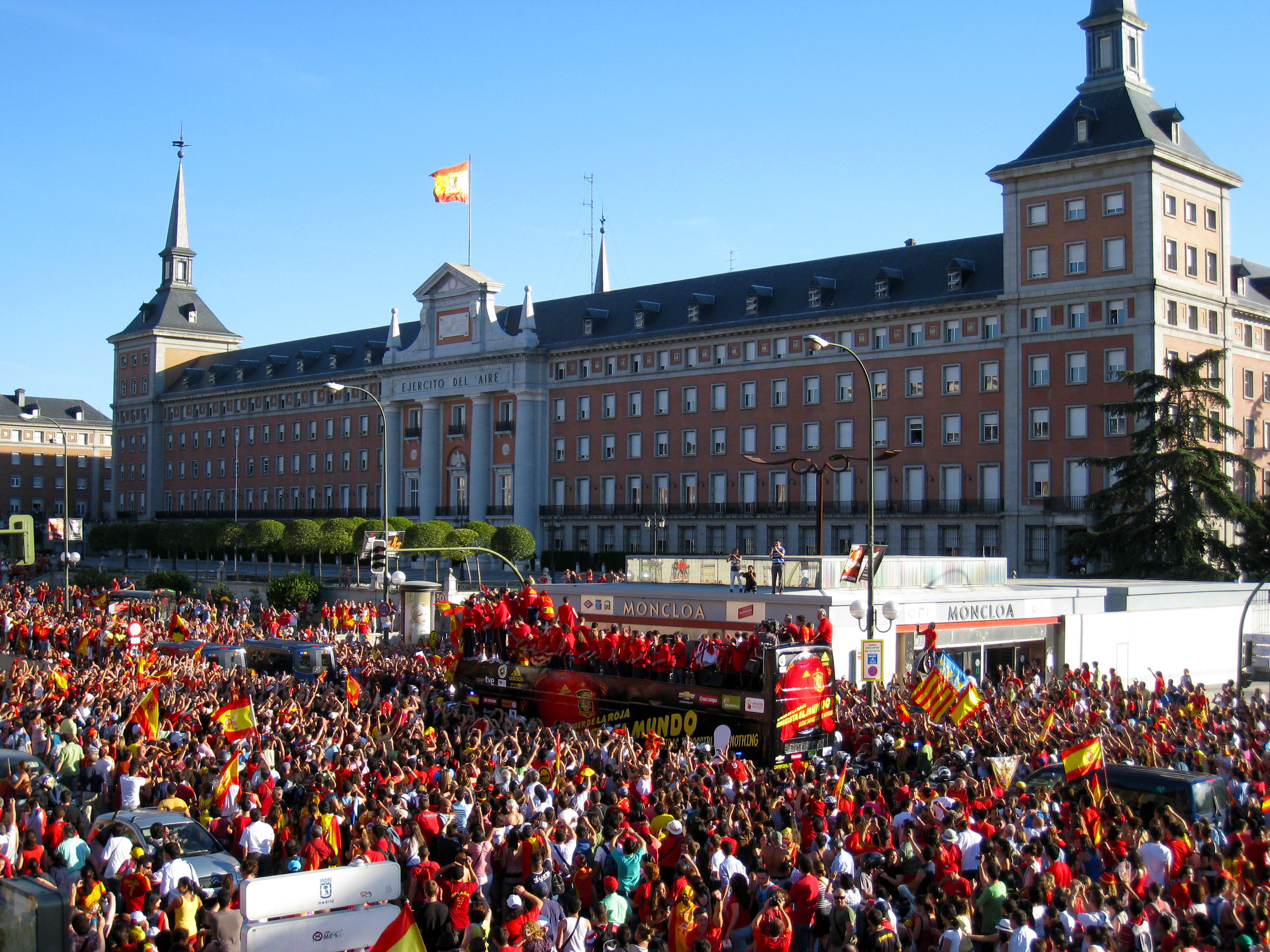
Célébration multitudinaire à Madrid pour la Coupe du monde.

Cet échec en Coupe des confédérations n'est cependant pas de nature à remettre en cause la bonne dynamique de la sélection. Les éliminatoires pour la Coupe du monde 2010 se terminent avec dix victoires en autant de matchs. Les succès en préparation face à l'Argentine et la France confortent les Espagnols dans leur costume de favori au moment d'aborder la phase finale, d'autant que la sélection profite de la dynamique du FC Barcelone, qui domine le football européen en club. Pourtant le premier match contre la Suisse tourne à l'échec, contre toute attente les Espagnols perdent malgré une domination sans partage et possession de balle de 75 %. Deux victoires face au Honduras (2-0, doublé de David Villa) et au Chili (2-1), Villa ouvrant la marque d'un lob de plus de 40 mètres, remettent l'Espagne sur pied et lui assurent la qualification.
En huitième de finale, l'Espagne domine le Portugal (1-0), puis atteint pour la première fois depuis 1950 le dernier carré du Mondial en écartant en quart de finale de solides Paraguayens (1-0) au terme d'un match rocambolesque. Elle retrouve l'Allemagne en demi-finale qu'elle bat sur le même score qu'en finale de l'Euro 2008 (1-0), grâce à un but de Carles Puyol.

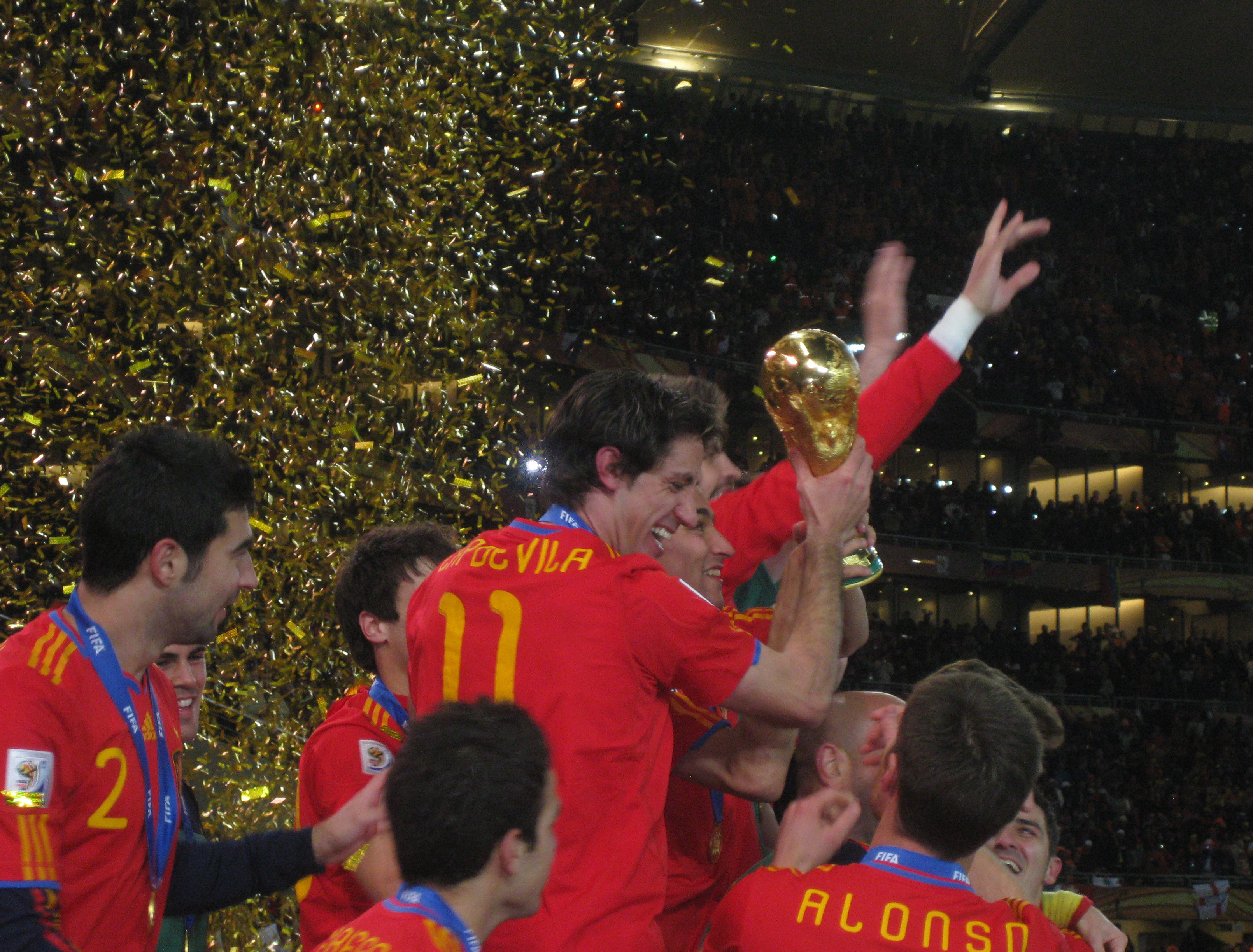
La Roja sacrée championne du monde en 2010

Elle dispute, le 11 juillet, la première finale de Coupe du monde de son histoire, face aux Pays-Bas. Le match, marqué par le jeu rugueux des Pays-Bas, est fermé. Profitant de l'expulsion du Néerlandais John Heitinga, elle parvient enfin à ouvrir la marque en deuxième période de la prolongation par Andrés Iniesta et remporte le match. Six Espagnols apparaissent dans l'équipe-type du tournoi : le gardien Iker Casillas, les défenseurs Puyol et Sergio Ramos, les milieux Iniesta et Xavi Hernández, l'attaquant Villa.

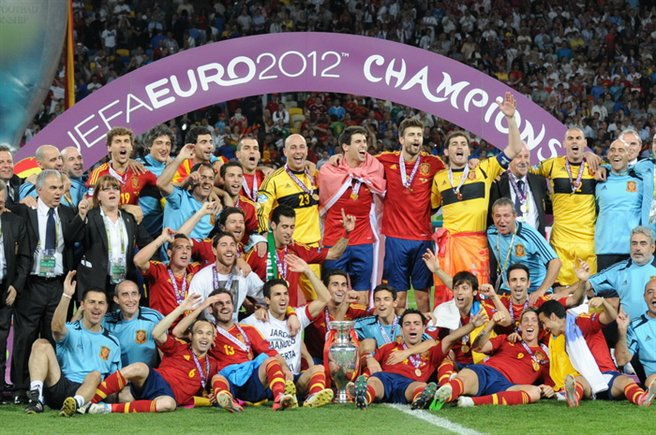
Les joueurs célébrant leur victoire à l'Euro 2012.

Malgré deux lourdes défaites amicales en Argentine (1-4) et au Portugal (0-4) fin 2010, les Espagnols font un carton plein lors des éliminatoires de l'Euro 2012 en gagnant tous leurs matchs (huit au total). Villa en profite pour dépasser le record de buts en sélection détenu par Raúl.
La Roja commence le tournoi européen en Pologne par un match nul avec l’Italie (1-1) suivi d'une victoire sur l’Irlande (4-0). Affichant une fébrilité étonnante, elle parvient toutefois à se qualifier pour les quarts de finale en battant la Croatie (1-0). Elle bat la France (2-0) au bout d'un match fermé, puis est accrochée en demi-finale par le Portugal (0-0 ap). L'Espagne doit s'en remettre aux tirs au but (4-2) pour jouer sa deuxième finale consécutive de championnat d'Europe. Elle retrouve en finale l'Italie, qu'elle écrase cette fois 4-0. Le score face à l'Italie constitue le plus gros écart de buts dans une finale européenne ou mondiale. La Roja, première sélection à conserver un titre européen, signe un triplé Euro-Mondial-Euro inédit dans l'histoire du football. Les joueurs vainqueurs des trois finales consécutives sont Iker Casillas, Andrés Iniesta, Xavi, Sergio Ramos, Xabi Alonso, Cesc Fàbregas et Fernando Torres.

### Fin de cycle et difficulté à se relancer (2014-2022)

#### Coupe du monde 2014
L'Espagne est logiquement invitée à la Coupe des confédérations 2013 au Brésil. Elle y bat au premier tour l'Uruguay (2-1), Tahiti (10-0), un score record en Coupe des confédérations et le Nigeria 3-0, puis l'Italie en demi-finale, aux tirs au but (0-0, tab 7-6). Opposée au Brésil lors d'une finale « rêvée », la Roja est dépassée par la vitesse de la jeune Seleção qui l'emporte nettement (3-0), ce qui constitue la première alerte.
En éliminatoires de la Coupe du monde 2014, l'Espagne devance la France, son principal adversaire, grâce à une victoire au Stade de France (1-0). Présentée comme l'une des favorites logiques à sa succession, la formation de del Bosque retrouve pour son entrée en lice son adversaire de la finale 2010, les Pays-Bas. Malgré l'ouverture du score sur pénalty, les Espagnols accumulent les erreurs individuelles et concèdent une lourde défaite (1-5). Le second match face au Chili, le 18 juin au Maracanã de Rio de Janeiro, s'avère crucial ; manquant cruellement d'efficacité, l'Espagne s'incline (0-2) et se trouve éliminée après seulement deux matches, victime de la malédiction qui semble toucher les champions du monde en titre depuis 2002. Avec une équipe largement renouvelée, l'Espagne ne peut plus que sauver l'honneur face à l'Australie (3-0). Le tournoi marque la fin des carrières internationales de plusieurs cadres des années passées, David Villa, Xavi et Xabi Alonso.

#### Euro 2016
Sous contrat jusqu'en 2016, Vicente del Bosque décide de rester à la tête de la sélection malgré la pression des médias. L'Espagne intègre le groupe C des éliminatoires de l'Euro 2016 avec l'Ukraine, la Slovaquie, la Biélorussie, la Macédoine et le Luxembourg. Elle termine à la première place du groupe (neuf victoires, une défaite) et se qualifie pour l'Euro qui a lieu en France. Tenante du titre, elle commence le tournoi face à la République tchèque à Toulouse, par une victoire 1-0. Elle vainc ensuite la Turquie à Nice (3-0) avant de perdre face à la Croatie à Bordeaux (1-2), dans une rencontre qui a vu la Roja marquer en premier puis se faire rejoindre au score et s'incliner en fin de match, alors que Sergio Ramos a manqué un penalty qui revêtait la forme d'une balle de match puisque le score était à ce moment-là de 1-1. Classée deuxième du groupe D, elle affronte l'Italie en huitième de finale au Stade de France. Largement dominateurs et plus tranchants, les Italiens ouvrent le score à la suite d'un coup-franc (1-0), avant de doubler la mise en toute fin de match (2-0) et d'éliminer ainsi l'Espagne, qui ne peut qu'accepter la fin définitive d'une ère exceptionnelle de victoires.

#### Mondial 2018: Élimination précoce en huitième de finale
À la suite du nouvel échec à l'Euro, la fédération décide de nommer un nouvel entraineur, à la suite de la décision de Vicente del Bosque de démissionner, en la personne de Julen Lopetegui. Pour les éliminatoires de la Coupe du monde de 2018, l'Espagne est placée dans le groupe G avec l'Italie, Israël, l'Albanie, la Macédoine et le Liechtenstein. Elle survole facilement ces éliminatoires, en battant notamment 3-0 l'Italie, principal concurrent de son groupe et participe ainsi à sa onzième Coupe du monde consécutive.
Le 11 novembre 2017, l'Espagne bat 5 à 0 le Costa Rica à Málaga, puis le 14 novembre, fait match nul 3 à 3 face à la Russie en match amical au Stade de Saint-Pétersbourg. Elle demeure ainsi invaincue sur l'année 2017. Le 27 mars 2018, elle bat 6 à 1 l'Argentine (privée de Lionel Messi) au Stade Metropolitano de Madrid. Cette victoire résonne dans les médias et place l'équipe parmi les favoris du mondial approchant. Le 13 juin, veille du coup d'envoi de la Coupe du monde, le sélectionneur Julen Lopetegui est démis de ses fonctions. Luis Rubiales, président de la Fédération espagnole de football, estime avoir été trahi par l'annonce faite quelques jours plus tôt par le Real Madrid qui a officialisé la venue de Lopetegui sur le banc madrilène. Fernando Hierro est nommé sélectionneur le même jour. Malgré cela, la sélection espagnole demeure un des favoris du tournoi. Elle termine en tête de son groupe composé du Portugal, de l'Iran et du Maroc après notamment un match nul sur le score de 3-3 contre les Portugais, champions d'Europe en titre. Mais elle s'en sort d'extrême justesse, notamment face au Maroc où elle égalise dans les derniers instants de la partie (2-2). En huitièmes de finale, l'Espagne est éliminée face à la Russie, pays hôte, 1-1 (3-4 t.a.b) après avoir pourtant cumulé le plus grand nombre de passes jamais répertoriés sur un seul match (1029 passes). Le jeu espagnol, basé sur la possession et les passes, est bel et bien dépassé, après avoir été caricaturé face à la Russie.

#### Un parcours inespéré à l'Euro 2020 et finaliste de la Ligue des Nations 2020-2021
Pour les éliminatoires du Championnat d'Europe de football 2020, l'Espagne est placée dans le groupe F avec la Suède, la Norvège, la Roumanie, les îles Féroé et Malte. Elle débute par deux victoires face à la Norvège (2-1) et Malte (2-0), toutefois sans convaincre, ne parvenant pas à concrétiser son écrasante domination (80 % de possessions). Elle finira malgré tout en première position du groupe en restant invaincue, ce qui lui permettra d'être en tête de série lors du tirage au sort. La Roja est alors placée directement dans le groupe E de l'Euro, Séville accueillant trois des matchs pour ce groupe. Ses adversaires sont une nouvelle fois la Suède, ainsi que la Pologne et la Slovaquie. L'Espagne s'assure ainsi de sa présence à l'Euro 2020 mais ne fait clairement pas partie des favoris pour cette édition.
Le premier match contre la Suède laisse craindre le même scénario qu'à la Coupe du monde 2018 : incapable de contourner la défense suédoise et de se procurer des occasions, l'Espagne concède le nul (0-0) après avoir monopolisé le ballon plus de 80% du temps et avoir même échappé de peu à la défaite sur l'une des rares occasions suédoises. Le second match face à la Pologne ne rassure pas les Espagnols : la Roja se fait rejoindre malgré l'ouverture du score (1-1). Le dernier match face à la Slovaquie se révèle décisif. Heureusement, l'Espagne fait enfin parler sa force offensive face à des Slovaques totalement hors-sujet qui concèdent deux buts contre leur camp (0-5). Cette large victoire permet à l'Espagne d'assurer la seconde place derrière la Suède et de passer les poules.
En huitièmes de finale, l'Espagne affronte la Croatie, qui lui a souvent posé des problèmes ces dernières années (défaite lors de l'Euro 2016 notamment). Si l'Espagne fait parler sa science de la possession, elle concède l'ouverture du score sur un but gag : Unai Simón, le gardien espagnol, loupe complètement son contrôle sur une passe de son défenseur. L'Espagne finit par égaliser et même prendre largement l'avantage en menant 3 buts à 1 à quelques minutes du terme. L'équipe retombe dans ses errements défensifs et subit un retour tonitruant des Croates dans le temps additionnel à 3 partout. Lors de la prolongation, la réussite sourit finalement à l'Espagne qui parvient à marquer le 4e but juste après avoir échappé à un nouveau but croate. L'Espagne parviendra à marquer le cinquième but juste avant la fin de la première période de la prolongation et gardera le score tout le long de la seconde période pour se qualifier. Ce match, devenu complètement fou, est le plus prolifique de l'Euro (3-5) et a montré une Espagne à deux visages, avec une animation offensive excellente mais également une grande fragilité défensive. Il s'agit de la première victoire de l'Espagne dans un match à élimination directe depuis plus de huit ans.
Les quarts de finale voient l'Espagne rencontrer la Suisse, qui a su éliminer les grands favoris français aux tirs au but à la surprise générale au tour précédent. L'Espagne parvient à ouvrir le score sur un but contre-son-camp dès la huitième minute, mais elle se fait rejoindre en seconde période sur une nouvelle erreur défensive. Incapable une fois de plus de se procurer de nouvelles occasions face à des Suisses pourtant en infériorité numérique jusqu'à la fin de la prolongation, l'Espagne doit s'en remettre aux tirs au but pour éliminer des Helvètes épuisés qui ratent trois de leurs quatre tirs (1-1, 1-3 tab).
L'Espagne atteint ainsi la demi-finale de façon laborieuse et avec beaucoup de réussite. Confrontée aux nouveaux grands favoris italiens qui ont montré bien plus de maîtrise le long de la compétition, l'Espagne va pourtant accomplir un match plein et longtemps dominer des Italiens étonnamment fébriles. Mais trop maladroite dans le dernier geste (avec un Morata en pleine crise de confiance depuis le début de la compétition), elle subit l'ouverture du score sur l'une des rares excursions adverses en début de seconde période. La Roja réussira à égaliser à dix minutes du terme par Morata. Après une prolongation équilibrée et quelques opportunités intéressantes, l'Espagne doit de nouveau aller aux tirs au but. Cette fois, la réussite ne sera pas du côté espagnol, Olmo et Morata loupant les tirs décisifs. L'Espagne est ainsi éliminée après avoir réalisé de loin son meilleur match dans le tournoi (1-1, 4-2 tab). La place de demi-finaliste constitue malgré tout une belle surprise pour une Espagne encore en recherche d'un nouveau souffle.
En Ligue des nations l'Espagne se qualifie pour le Final 4 de l'édition 2020-2021 de Ligue des nations qui se déroule en Italie, en terminant en tête de sa poule avec 3 victoires (dont une écrasante sur le score de 6-0 à domicile contre l'Allemagne son concurrent direct), deux matchs nuls et une seule défaite (0-1 en Ukraine) ; deux ans après avoir raté de peu le coche lors de la précédente édition.
Confrontée à l'Italie pour la demi-finale quelques semaines après la demi-finale de l'Euro et le sacre de la Squadra Azzura, l'Espagne réalise de nouveau un match plein et parvient à battre sur un doublé de Ferran Torres des Italiens chez eux et réduits à dix (1-2), mettant fin à une série record de 37 matches sans défaite pour l'Italie s'étalant sur presque trois ans. Qualifiée pour la finale, elle affronte l'équipe de France, championne du monde en titre et nouvelle équipe à battre mais qui sort d'un Euro 2020 raté (éliminée dès les huitièmes de finale). L'Espagne ouvre le score grâce à une frappe d'Oyarzabal dans le petit filet juste après une énorme occasion française en seconde période. Mais elle subit l'égalisation française dans la minute suivante sur une frappe somptueuse de Benzema. La France parviendra à prendre un avantage décisif à dix minutes du terme par MBappé sur un but qui suscitera des questions sur la règle du hors-jeu. Les Bleus remportent finalement cette Ligue des nations, rajoutant un titre supplémentaire et après leur troisième finale en cinq ans. L'Espagne finit à la deuxième place après avoir montré de réels progrès dans le jeu, ce qui est de bon augure pour la Coupe du monde 2022. Le 14 novembre 2021, l'Espagne obtient son ticket pour la Coupe du monde 2022 en battant la Suède 1 à 0. L'Espagne n'a manqué aucune phase finale de Coupe du monde depuis 1978.

#### Coupe du monde 2022: une nouvelle déception, un jeu toujours aussi prévisible
Lors de cette coupe du monde, les Espagnols démarrent en trombe en écrasant le Costa Rica (7-0) totalement hors-sujet tout au long de la rencontre, ce qui laisse présager d'un retour en force sur le devant de la scène de la Roja. Mais cette impression sera de courte durée : ils terminent à la deuxième place du groupe après un nul face à l'Allemagne (1-1) dans une rencontre équilibrée et surtout une défaite contre le Japon (1-2) – déjà tombeur de la Mannschaft – avec une possession de balle écrasante (83%) mais sans réelle dangerosité, rappelant les difficultés de l'Espagne à faire évoluer son jeu désormais trop simple à contrecarrer. Le second but japonais éliminant l'Allemagne à distance fera polémique, le ballon semblant dans un premier temps sorti des limites du terrain, mais il sera validé par la VAR après visionnage.
Les Espagnols partent malgré tout favoris lors du huitième de finale face au Maroc, surprenant premier de son groupe qui a facilement éliminé dès le premier tour une équipe belge à la génération dorée vieillissante. Mais malgré 77 % de possession de balle, leur domination est totalement stérile, et ils manquent même de subir l'ouverture du score marocaine lors des prolongations. Après un nul 0-0 à la fin de la prolongation, l'Espagne s'incline aux tirs au but en loupant toutes ses tentatives, devenant la seconde équipe à subir cette incroyable contre-performance en Coupe du monde depuis la Suisse en 2006 (0-3), et la première équipe à échouer pour la quatrième fois à cet exercice en Coupe du monde. À la suite de cette élimination similaire à celle vécue 4 ans plus tôt au même stade en Russie, Luis Enrique est démis de ses fonctions et est remplacé par Luis de la Fuente, sélectionneur de l'équipe d'Espagne U21.

### Euro 2024: renouveau avec Luis de la Fuente
Sous la houlette de son nouveau sélectionneur, le début des qualifications pour l'Euro 2024 est mitigé avec une large victoire à domicile face à la Norvège (3-0) suivie d'une défaite surprenante (0-2) en Écosse. Par la suite, la Roja parvient à décrocher un nouveau titre, en remportant la 3e édition de la Ligue des nations, le premier dans cette compétition et le premier sous le mandat de Luis de la Fuente, près de deux ans après avoir perdu la précédente finale contre la France. Les Espagnols ont en effet écarté l'Italie en demi-finale (2-1) sur le même score et au même stade de la compétition que lors de la précédente édition face au même adversaire. Puis ceux-ci ont résisté à la Croatie en finale (0-0 dans le temps réglementaire et les prolongations), ayant affiché un style de jeu différent de celui observé ces dernières années (davantage de possession laissée à l'adversaire, jeu davantage basé sur la contre-attaque), avant de l'emporter aux tirs au but (5-4) grâce à deux arrêts déterminants effectués par Unai Simón sur les tentatives de Lovro Majer et Bruno Petković, chez les tireurs espagnols seul Aymeric Laporte envoie son tir au but sur la barre transversale. L'Espagne poursuit ensuite son parcours de qualification pour l'Euro sans autre fausse note et termine première de son groupe avec 7 victoires et une seule défaite, synonyme de 12e participation à une phase finale de Championnat d'Europe.
L'Espagne a terminé en tête de son groupe à l'UEFA Euro 2024 sans encaisser de but et a battu la Géorgie en huitième de finale par 4-1,. Elle a finalement éliminé le pays hôte, l'Allemagne, en quart de finale avec une victoire 2-1 et a battu la France en demi-finale avec le même résultat, se qualifiant pour sa cinquième finale de Championnat d'Europe, établissant un nouveau record de 6 matchs consécutifs sans défaite en Championnat d'Europe tout en infligeant à la France sa première défaite dans le temps réglementaire en dix ans. L'Espagne a remporté son quatrième titre européen en battant l'Angleterre 2-1 en finale,, devenant ainsi la première et la seule équipe à remporter les sept matches d'un même Championnat d'Europe et établissant un nouveau record de 15 buts marqués en un seul Championnat d'Europe. Les performances de l'Espagne au cours de ce Championnat d'Europe ont conduit certains à considérer cette compétition comme le début d'un nouvel « âge d'or » pour le football espagnol, en soulignant le jeune âge de sa nouvelle équipe,,,,.

## Palmarès
Bien que produisant régulièrement de grands joueurs et bien que souvent citée parmi les favoris, l'Espagne a peiné à concrétiser les espoirs placés en elle durant les grands rendez-vous internationaux de 1962 à 2008.

### Classement FIFA
| Année                | 1993 | 1994 | 1995 | 1996 | 1997 | 1998 | 1999 | 2000 | 2001 | 2002 | 2003 | 2004 | 2005 | 2006 | 2007 |
| -------------------- | ---- | ---- | ---- | ---- | ---- | ---- | ---- | ---- | ---- | ---- | ---- | ---- | ---- | ---- | ---- |
| Classement mondial   | 5    | 2    | 4    | 8    | 11   | 15   | 4    | 7    | 7    | 3    | 3    | 5    | 5    | 12   | 4    |
| Classement en Europe | 4    | 1    | 3    | 6    | 8    | 11   | 3    | 5    | 4    | 2    | 2    | 3    | 3    | 8    | 2    |

| Année                | 2008 | 2009 | 2010 | 2011 | 2012 | 2013 | 2014 | 2015 | 2016 | 2017 | 2018 | 2019 | 2020 | 2021 | 2022 |
| -------------------- | ---- | ---- | ---- | ---- | ---- | ---- | ---- | ---- | ---- | ---- | ---- | ---- | ---- | ---- | ---- |
| Classement mondial   | 1    | 1    | 1    | 1    | 1    | 1    | 9    | 3    | 10   | 6    | 9    | 8    | 6    | 7    | 10   |
| Classement en Europe | 1    | 1    | 1    | 1    | 1    | 1    | 6    | 2    | 5    | 4    | 7    | 6    | 5    | 5    | 8    |

| Classement mondial   | 8 | 3 |
| Classement en Europe | 6 | 2 |

| Légende du classement mondial : Légende du classement UEFA : | - de 1 à 3 - de 1 à 3 | - de 4 à 14 - de 4 à 9 | - de 15 à 209 - de 10 à 54 |

### Parcours en Coupe du monde

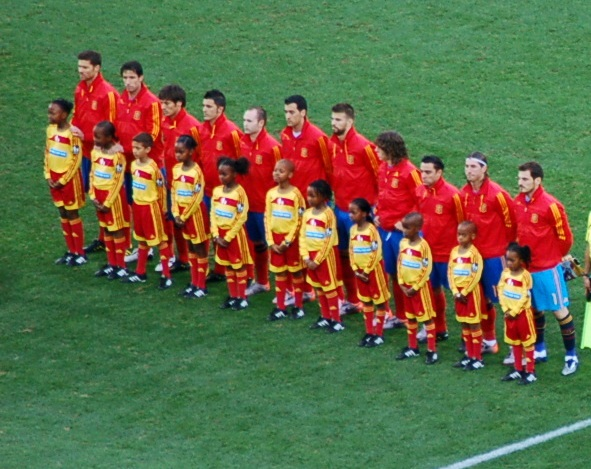
L'Espagne lors de la Coupe du monde 2010.

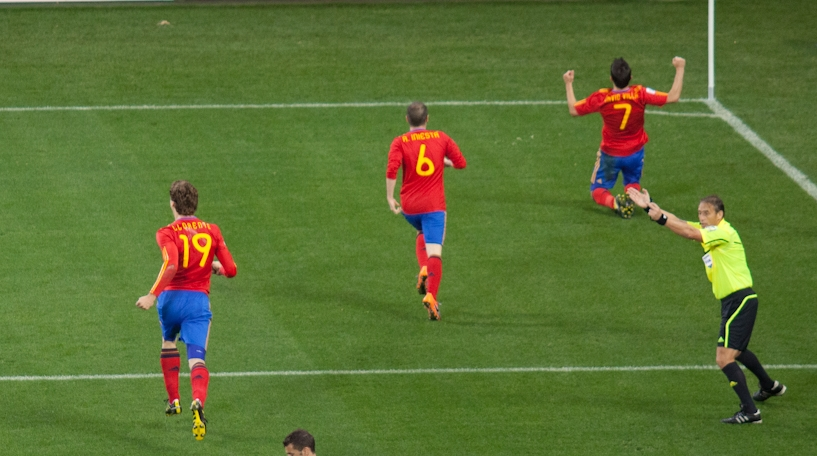
Rencontre Espagne-Portugal pendant la Coupe du monde 2010.

L’Équipe d'Espagne s'est qualifiée à seize reprises pour la phase finale de la Coupe du monde de football. Elle n'a manqué aucune phase finale depuis 1978. Jusqu'à la victoire en finale lors de la Coupe du monde 2010 en Afrique du Sud, la quatrième place obtenue à la Coupe du monde de 1950 était la meilleure performance de l'Espagne en Coupe du monde.
| Phase finale | Phase finale                  | Phase finale                  | Phase finale                  | Phase finale                  | Phase finale                  | Phase finale                  | Phase finale                  | Phase finale                  |                                                   | Phase qualificative                               | Phase qualificative                               | Phase qualificative                               | Phase qualificative                               | Phase qualificative                               | Phase qualificative                               | Phase qualificative |
| Année        | Stade                         | Position                      | J                             | G                             | N                             | P                             | BP                            | BC                            | Pos                                               | J                                                 | G                                                 | N                                                 | P                                                 | BP                                                | BC                                                |                     |
| ------------ | ----------------------------- | ----------------------------- | ----------------------------- | ----------------------------- | ----------------------------- | ----------------------------- | ----------------------------- | ----------------------------- | ------------------------------------------------- | ------------------------------------------------- | ------------------------------------------------- | ------------------------------------------------- | ------------------------------------------------- | ------------------------------------------------- | ------------------------------------------------- | ------------------- |
| 1930         | Non inscrite                  | Non inscrite                  | Non inscrite                  | Non inscrite                  | Non inscrite                  | Non inscrite                  | Non inscrite                  | Non inscrite                  |                                                   |                                                   |                                                   |                                                   |                                                   |                                                   |                                                   |                     |
| 1934         | Quart de finale               | 5e                            | 3                             | 1                             | 1                             | 1                             | 4                             | 3                             | 1/2                                               | 2                                                 | 2                                                 | 0                                                 | 0                                                 | 11                                                | 1                                                 |                     |
| 1938         | Non qualifiée (non autorisée) | Non qualifiée (non autorisée) | Non qualifiée (non autorisée) | Non qualifiée (non autorisée) | Non qualifiée (non autorisée) | Non qualifiée (non autorisée) | Non qualifiée (non autorisée) | Non qualifiée (non autorisée) | Non autorisée à participer (cf. Guerre d'Espagne) | Non autorisée à participer (cf. Guerre d'Espagne) | Non autorisée à participer (cf. Guerre d'Espagne) | Non autorisée à participer (cf. Guerre d'Espagne) | Non autorisée à participer (cf. Guerre d'Espagne) | Non autorisée à participer (cf. Guerre d'Espagne) | Non autorisée à participer (cf. Guerre d'Espagne) |                     |
| 1950         | Poule finale                  | 4e                            | 6                             | 3                             | 1                             | 2                             | 10                            | 12                            | 1/2                                               | 2                                                 | 1                                                 | 1                                                 | 0                                                 | 7                                                 | 3                                                 |                     |
| 1954         | Non qualifiée                 | Non qualifiée                 | Non qualifiée                 | Non qualifiée                 | Non qualifiée                 | Non qualifiée                 | Non qualifiée                 | Non qualifiée                 | 2/2                                               | 3                                                 | 1                                                 | 1                                                 | 1                                                 | 6                                                 | 4                                                 |                     |
| 1958         | Non qualifiée                 | Non qualifiée                 | Non qualifiée                 | Non qualifiée                 | Non qualifiée                 | Non qualifiée                 | Non qualifiée                 | Non qualifiée                 | 2/3                                               | 4                                                 | 2                                                 | 1                                                 | 1                                                 | 12                                                | 8                                                 |                     |
| 1962         | 1er tour                      | 12e                           | 3                             | 1                             | 0                             | 2                             | 2                             | 3                             | 1/2                                               | 2                                                 | 1                                                 | 1                                                 | 0                                                 | 3                                                 | 2                                                 |                     |
| 1966         | 1er tour                      | 10e                           | 3                             | 1                             | 0                             | 2                             | 4                             | 5                             | 1/2                                               | 3                                                 | 2                                                 | 0                                                 | 1                                                 | 5                                                 | 2                                                 |                     |
| 1970         | Non qualifiée                 | Non qualifiée                 | Non qualifiée                 | Non qualifiée                 | Non qualifiée                 | Non qualifiée                 | Non qualifiée                 | Non qualifiée                 | 3/4                                               | 6                                                 | 2                                                 | 2                                                 | 2                                                 | 10                                                | 6                                                 |                     |
| 1974         | Non qualifiée                 | Non qualifiée                 | Non qualifiée                 | Non qualifiée                 | Non qualifiée                 | Non qualifiée                 | Non qualifiée                 | Non qualifiée                 | 2/3                                               | 5                                                 | 2                                                 | 2                                                 | 1                                                 | 8                                                 | 6                                                 |                     |
| 1978         | 1er tour                      | 10e                           | 3                             | 1                             | 1                             | 1                             | 2                             | 2                             | 1/3                                               | 4                                                 | 3                                                 | 0                                                 | 1                                                 | 4                                                 | 1                                                 |                     |
| 1982         | 2e tour                       | 12e                           | 5                             | 1                             | 2                             | 2                             | 4                             | 5                             | Qualifiée d'office                                | Qualifiée d'office                                | Qualifiée d'office                                | Qualifiée d'office                                | Qualifiée d'office                                | Qualifiée d'office                                | Qualifiée d'office                                |                     |
| 1986         | Quart de finale               | 8e                            | 5                             | 3                             | 1                             | 1                             | 11                            | 4                             | 1/4                                               | 6                                                 | 4                                                 | 0                                                 | 2                                                 | 9                                                 | 8                                                 |                     |
| 1990         | Huitième de finale            | 14e                           | 4                             | 2                             | 1                             | 1                             | 6                             | 4                             | 1/5                                               | 8                                                 | 6                                                 | 1                                                 | 1                                                 | 20                                                | 3                                                 |                     |
| 1994         | Quart de finale               | 6e                            | 5                             | 2                             | 2                             | 1                             | 10                            | 6                             | 1/7                                               | 12                                                | 8                                                 | 3                                                 | 1                                                 | 27                                                | 4                                                 |                     |
| 1998         | 1er tour                      | 17e                           | 3                             | 1                             | 1                             | 1                             | 8                             | 4                             | 1/6                                               | 10                                                | 8                                                 | 2                                                 | 0                                                 | 26                                                | 6                                                 |                     |
| 2002         | Quart de finale               | 5e                            | 5                             | 3                             | 2                             | 0                             | 10                            | 5                             | 1/5                                               | 8                                                 | 6                                                 | 2                                                 | 0                                                 | 21                                                | 4                                                 |                     |
| 2006         | Huitième de finale            | 9e                            | 4                             | 3                             | 0                             | 1                             | 9                             | 4                             | 2/6                                               | 12                                                | 6                                                 | 6                                                 | 0                                                 | 25                                                | 5                                                 |                     |
| 2010         | Vainqueur                     | 1er                           | 7                             | 6                             | 0                             | 1                             | 8                             | 2                             | 1/6                                               | 10                                                | 10                                                | 0                                                 | 0                                                 | 28                                                | 5                                                 |                     |
| 2014         | 1er tour                      | 23e                           | 3                             | 1                             | 0                             | 2                             | 4                             | 7                             | 1/5                                               | 8                                                 | 6                                                 | 2                                                 | 0                                                 | 14                                                | 3                                                 |                     |
| 2018         | Huitième de finale            | 10e                           | 4                             | 1                             | 3                             | 0                             | 7                             | 6                             | 1/6                                               | 10                                                | 9                                                 | 1                                                 | 0                                                 | 36                                                | 3                                                 |                     |
| 2022         | Huitième de finale            | 13e                           | 4                             | 1                             | 2                             | 1                             | 9                             | 3                             | 1/5                                               | 8                                                 | 6                                                 | 1                                                 | 1                                                 | 15                                                | 5                                                 |                     |
| 2026         | À venir                       | À venir                       | À venir                       | À venir                       | À venir                       | À venir                       | À venir                       | À venir                       | À venir                                           | À venir                                           | À venir                                           | À venir                                           | À venir                                           | À venir                                           | À venir                                           |                     |
| 2030         | À venir                       | À venir                       | À venir                       | À venir                       | À venir                       | À venir                       | À venir                       | À venir                       | Qualifiée d'office                                | Qualifiée d'office                                | Qualifiée d'office                                | Qualifiée d'office                                | Qualifiée d'office                                | Qualifiée d'office                                | Qualifiée d'office                                |                     |
| 2034         | À venir                       | À venir                       | À venir                       | À venir                       | À venir                       | À venir                       | À venir                       | À venir                       |                                                   | À venir                                           | À venir                                           | À venir                                           | À venir                                           | À venir                                           | À venir                                           | À venir             |
| Total        | 16/22                         | 16/22                         | 67                            | 31                            | 17                            | 19                            | 108                           | 75                            |                                                   | -                                                 | 123                                               | 85                                                | 26                                                | 12                                                | 287                                               | 79                  |

### Parcours en Championnat d'Europe

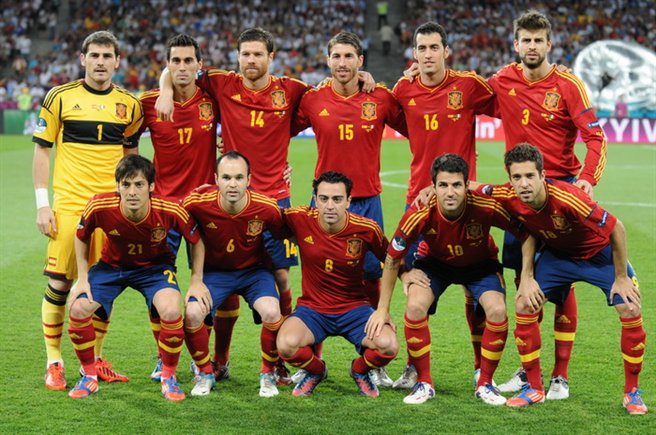
L'Espagne lors de la finale de l'Euro 2012.

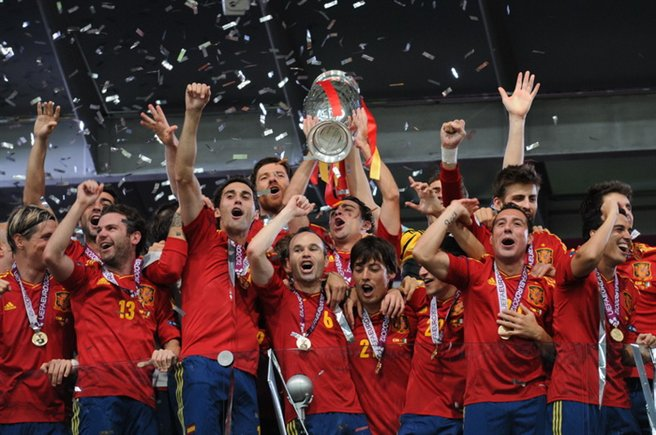
Les joueurs de la Roja célébrant leur victoire lors de l'Euro 2012.

En 2016, l’Équipe espagnole participe pour la 10e fois à une phase finale du Championnat d'Europe de football.
| Phase finale | Phase finale       | Phase finale      | Phase finale      | Phase finale      | Phase finale      | Phase finale      | Phase finale      | Phase finale      |         | Tour(s) préliminaire(s) | Tour(s) préliminaire(s) | Tour(s) préliminaire(s) | Tour(s) préliminaire(s) | Tour(s) préliminaire(s) | Tour(s) préliminaire(s) | Tour(s) préliminaire(s) |
| Année        | Stade              | Position          | J                 | G                 | N                 | P                 | BP                | BC                | Pos     | J                       | G                       | N                       | P                       | BP                      | BC                      |                         |
| ------------ | ------------------ | ----------------- | ----------------- | ----------------- | ----------------- | ----------------- | ----------------- | ----------------- | ------- | ----------------------- | ----------------------- | ----------------------- | ----------------------- | ----------------------- | ----------------------- | ----------------------- |
| 1960         | Quart de finale    | Quart de finale   | Quart de finale   | Quart de finale   | Quart de finale   | Quart de finale   | Quart de finale   | Quart de finale   |         | 2                       | 2                       | 0                       | 0                       | 7                       | 2                       |                         |
| 1964         | Vainqueur          | 1er               | 2                 | 2                 | 0                 | 0                 | 4                 | 2                 |         | 6                       | 4                       | 1                       | 1                       | 16                      | 5                       |                         |
| 1968         | Quart de finale    | Quart de finale   | Quart de finale   | Quart de finale   | Quart de finale   | Quart de finale   | Quart de finale   | Quart de finale   |         | 8                       | 3                       | 2                       | 3                       | 7                       | 5                       |                         |
| 1972         | Tour préliminaire  | Tour préliminaire | Tour préliminaire | Tour préliminaire | Tour préliminaire | Tour préliminaire | Tour préliminaire | Tour préliminaire |         | 6                       | 3                       | 2                       | 1                       | 14                      | 3                       |                         |
| 1976         | Quart de finale    | Quart de finale   | Quart de finale   | Quart de finale   | Quart de finale   | Quart de finale   | Quart de finale   | Quart de finale   |         | 8                       | 3                       | 4                       | 1                       | 11                      | 9                       |                         |
| 1980         | 1er tour           | 7e                | 3                 | 0                 | 1                 | 2                 | 2                 | 4                 | 1/4     | 6                       | 4                       | 1                       | 1                       | 13                      | 5                       |                         |
| 1984         | Finale             | 2e                | 5                 | 1                 | 3                 | 1                 | 4                 | 5                 | 1/5     | 8                       | 6                       | 1                       | 1                       | 24                      | 8                       |                         |
| 1988         | 1er tour           | 6e                | 3                 | 1                 | 0                 | 2                 | 3                 | 5                 | 1/4     | 6                       | 5                       | 0                       | 1                       | 14                      | 6                       |                         |
| 1992         | Non qualifiée      | Non qualifiée     | Non qualifiée     | Non qualifiée     | Non qualifiée     | Non qualifiée     | Non qualifiée     | Non qualifiée     | 3/4     | 7                       | 3                       | 0                       | 4                       | 17                      | 12                      |                         |
| 1996         | Quart de finale    | 6e                | 4                 | 1                 | 3                 | 0                 | 4                 | 3                 | 1/6     | 10                      | 8                       | 2                       | 0                       | 25                      | 4                       |                         |
| 2000         | Quart de finale    | 5e                | 4                 | 2                 | 0                 | 2                 | 7                 | 7                 | 1/5     | 8                       | 7                       | 0                       | 1                       | 42                      | 5                       |                         |
| 2004         | 1er tour           | 10e               | 3                 | 1                 | 1                 | 1                 | 2                 | 2                 | 2/5     | 10                      | 7                       | 2                       | 1                       | 21                      | 6                       |                         |
| 2008         | Vainqueur          | 1er               | 6                 | 5                 | 1                 | 0                 | 12                | 3                 | 1/7     | 12                      | 9                       | 1                       | 2                       | 23                      | 8                       |                         |
| 2012         | Vainqueur          | 1er               | 6                 | 4                 | 2                 | 0                 | 12                | 1                 | 1/5     | 8                       | 8                       | 0                       | 0                       | 26                      | 6                       |                         |
| 2016         | Huitième de finale | 10e               | 4                 | 2                 | 0                 | 2                 | 5                 | 4                 | 1/6     | 10                      | 9                       | 0                       | 1                       | 23                      | 3                       |                         |
| 2020         | Demi-finale        | 3e                | 6                 | 2                 | 4                 | 0                 | 13                | 6                 | 1/6     | 10                      | 8                       | 2                       | 0                       | 31                      | 5                       |                         |
| 2024         | Vainqueur          | 1er               | 7                 | 7                 | 0                 | 0                 | 15                | 4                 | 1/5     | 8                       | 7                       | 0                       | 1                       | 25                      | 5                       |                         |
| 2028         | À venir            | À venir           | À venir           | À venir           | À venir           | À venir           | À venir           | À venir           | À venir | À venir                 | À venir                 | À venir                 | À venir                 | À venir                 | À venir                 |                         |
| 2032         | À venir            | À venir           | À venir           | À venir           | À venir           | À venir           | À venir           | À venir           | À venir | À venir                 | À venir                 | À venir                 | À venir                 | À venir                 | À venir                 |                         |
| Total        | 12/17              | 12/17             | 53                | 28                | 15                | 10                | 83                | 46                | -       | 133                     | 96                      | 18                      | 19                      | 339                     | 97                      |                         |

### Parcours en Coupe des confédérations
L'équipe d'Espagne a participé à deux reprises à la Coupe des confédérations.
| Année | Stade          | Position      | J             | G             | N             | P             | BP            | BC            |
| ----- | -------------- | ------------- | ------------- | ------------- | ------------- | ------------- | ------------- | ------------- |
| 1992  | Non qualifiée  | Non qualifiée | Non qualifiée | Non qualifiée | Non qualifiée | Non qualifiée | Non qualifiée | Non qualifiée |
| 1995  | Non qualifiée  | Non qualifiée | Non qualifiée | Non qualifiée | Non qualifiée | Non qualifiée | Non qualifiée | Non qualifiée |
| 1997  | Non qualifiée  | Non qualifiée | Non qualifiée | Non qualifiée | Non qualifiée | Non qualifiée | Non qualifiée | Non qualifiée |
| 1999  | Non qualifiée  | Non qualifiée | Non qualifiée | Non qualifiée | Non qualifiée | Non qualifiée | Non qualifiée | Non qualifiée |
| 2001  | Non qualifiée  | Non qualifiée | Non qualifiée | Non qualifiée | Non qualifiée | Non qualifiée | Non qualifiée | Non qualifiée |
| 2003  | Non qualifiée  | Non qualifiée | Non qualifiée | Non qualifiée | Non qualifiée | Non qualifiée | Non qualifiée | Non qualifiée |
| 2005  | Non qualifiée  | Non qualifiée | Non qualifiée | Non qualifiée | Non qualifiée | Non qualifiée | Non qualifiée | Non qualifiée |
| 2009  | Demi-finaliste | 3e            | 5             | 4             | 0             | 1             | 11            | 4             |
| 2013  | Finaliste      | 2e            | 5             | 3             | 1             | 1             | 15            | 4             |
| 2017  | Non qualifiée  | Non qualifiée | Non qualifiée | Non qualifiée | Non qualifiée | Non qualifiée | Non qualifiée | Non qualifiée |
| Total | 2/10           |               | 10            | 7             | 1             | 2             | 26            | 8             |

### Parcours en Ligue des nations de l'UEFA
| Édition   | Ligue | Phase de Groupe | Phase de Groupe | Phase de Groupe | Phase de Groupe | Phase de Groupe | Phase de Groupe | Phase de Groupe | Phase finale | Phase finale  | Phase finale  | Phase finale  | Phase finale  | Phase finale  | Phase finale  | Phase finale  |
| Édition   | Ligue | Class.          | J               | G               | N               | P               | bp              | bc              | Pays hôte    | Résultat      | J             | G             | N             | P             | bp            | bc            |
| --------- | ----- | --------------- | --------------- | --------------- | --------------- | --------------- | --------------- | --------------- | ------------ | ------------- | ------------- | ------------- | ------------- | ------------- | ------------- | ------------- |
| 2018-2019 | A     | 2/3             | 4               | 2               | 0               | 2               | 12              | 7               | 2019         | Non qualifiée | Non qualifiée | Non qualifiée | Non qualifiée | Non qualifiée | Non qualifiée | Non qualifiée |
| 2020-2021 | A     | 1/4             | 6               | 3               | 2               | 1               | 13              | 3               | 2021         | Finaliste     | 2             | 1             | 0             | 1             | 3             | 3             |
| 2022-2023 | A     | 1/4             | 6               | 3               | 2               | 1               | 8               | 5               | 2023         | Vainqueur     | 2             | 1             | 1             | 0             | 2             | 1             |
| 2024-2025 | A     | 1/4             | 6               | 5               | 1               | 0               | 13              | 4               | 2025         | Finaliste     | 2             | 1             | 1             | 0             | 7             | 6             |
| Total     | Total | Total           | 22              | 13              | 5               | 4               | 46              | 19              | Total        | Total         | 6             | 3             | 2             | 1             | 12            | 10            |

### Parcours aux Jeux olympiques
En 1999, la FIFA décide que les matchs de football disputés dans le cadre des Jeux olympiques à partir des Jeux olympiques de Rome de 1960 ne comptent pas comme sélection nationale en équipe A. Les titres remportés en 1992 et 2024, les médailles d'argent de 2000 et de 2020 ne sont pas le fait de la sélection A mais de la sélection olympique, au contraire de la médaille d'argent remportée en 1920.
| Tournoi olympique | Tournoi olympique  | Tournoi olympique  | Tournoi olympique  | Tournoi olympique  | Tournoi olympique  | Tournoi olympique  | Tournoi olympique  |
| Année             | Résultat           | J                  | G                  | N                  | P                  | BP                 | BC                 |
| ----------------- | ------------------ | ------------------ | ------------------ | ------------------ | ------------------ | ------------------ | ------------------ |
| 1908              | Équipe inexistante | Équipe inexistante | Équipe inexistante | Équipe inexistante | Équipe inexistante | Équipe inexistante | Équipe inexistante |
| 1912              | Équipe inexistante | Équipe inexistante | Équipe inexistante | Équipe inexistante | Équipe inexistante | Équipe inexistante | Équipe inexistante |
| 1920              | 2e                 | 5                  | 4                  | 0                  | 1                  | 9                  | 5                  |
| 1924              | Tour préliminaire  | 1                  | 0                  | 0                  | 1                  | 0                  | 1                  |
| 1928              | Quart de finale    | 3                  | 1                  | 1                  | 1                  | 9                  | 9                  |
| 1936              | Non participante   | Non participante   | Non participante   | Non participante   | Non participante   | Non participante   | Non participante   |
| 1948              | Non participante   | Non participante   | Non participante   | Non participante   | Non participante   | Non participante   | Non participante   |
| 1952              | Non participante   | Non participante   | Non participante   | Non participante   | Non participante   | Non participante   | Non participante   |
| 1956              | Non participante   | Non participante   | Non participante   | Non participante   | Non participante   | Non participante   | Non participante   |

### Records
- L'Espagne est la première équipe à avoir réussi le triplé Championnat d'Europe/Coupe du monde/Championnat d'Europe respectivement en 2008, 2010 et 2012[86].
- l’Espagne a remporté le championnat d’Europe 2024 en gagnant tous les matchs qu’elle a disputés lors de la compétition !
- L'Espagne est l'équipe avec le plus de victoires d'affilée en matchs officiels : 15[87].
- L'Espagne est en 2010 l'équipe qui est devenue championne du monde en marquant le moins de buts[88].
- L'Espagne détient le record d'invincibilité en phase finale du Championnat d'Europe avec 14 matches consécutifs sans défaite entre 2004 et 2016.
- L'Espagne détient le record de la victoire avec le plus grand écart de buts en finale d'un tournoi majeur (Coupe du monde, Championnat d'Europe et Championnat d'Amérique du Sud confondus) (4-0 contre l'Italie en 2012)[réf. nécessaire].
- L'Espagne détient le record de la pire défaite pour un champion du monde en titre (5-1 contre les Pays-Bas au premier tour de la coupe du monde 2014)[89].

## Identité

### Couleurs
Depuis son premier match officiel contre l'équipe du Danemark en 1920, le maillot de l'équipe d'Espagne de football a subi nombre de changements tout au long de son histoire. La couleur rouge s'est imposée pour le maillot principal.
| 1920-1921 | 1921-1922 | 1922-1924 | 1924-1931 | 1931-1936 | 1937-1938 | 1938-1939 | 1938-1945 |

| 1945-1947 | 1947-1959 | 1959-1981 | 1981-1983 | 1984-1986 | 1986-1989 | 1990-1991 |

| 1994-1995 | 1996-1997 | 1998-1999 | 2000-2002 | 2002-2004 | 2004-2006 | 2006-2008 |

| 2008-2009 | 2009-2010 | 2010-2011 | 2011-2012 | 2012-2013 | 2013-2014 | 2014-2015 |

| 2015-2017 | 2017-2019 | 2019-2021 2022- |

| 1994-1996 | 2005-2006 | 2008-2009 | 2010-2011 | 2010-2012 | 2012-2013 | 2014-2015 | 2015 |

| 2016-2017 | 2017-2019 | 2020-2021 2022- |

### Blasons

Blason de 2010 à 2021.
Blason depuis 2021.

## Personnalités

### Sélectionneurs
Avec 114 matchs à la tête de l'équipe d'Espagne, Vicente del Bosque, en poste de 2008 à juillet 2016, est le sélectionneur le plus capé. Il est aussi le plus titré avec une Coupe du monde en 2010 et un championnat d'Europe en 2012. Trois autres sélectionneurs ont mené la Roja à la couronne européenne : José Villalonga en 1964, Luis Aragonés en 2008 et Luis de la Fuente en 2024.
Outre del Bosque et Aragonés, trois techniciens ont dépassé la barre des 50 matchs sur le banc de la sélection espagnole : Ladislao Kubala de 1969 à 1980, Miguel Muñoz de 1982 à 1988 et Javier Clemente de 1992 à 1998.
| Sélectionneur                                                                | Période     | Matchs | Gagnés | Nuls | Perdus | Gagnés % |
| ---------------------------------------------------------------------------- | ----------- | ------ | ------ | ---- | ------ | -------- |
| Francisco Bru                                                                | 1920        | 5      | 4      | 0    | 1      | 80       |
| José Ángel Berraondo Manuel de Castro (en)                                   | 1921        | 1      | 1      | 0    | 0      | 100      |
| Julián Ruete (en)                                                            | 1921-1922   | 4      | 4      | 0    | 0      | 100      |
| Manuel de Castro (en)                                                        | 1921-1922   | 3      | 3      | 0    | 0      | 100      |
| Salvador Díaz José María Mateos (es)                                         | 1922        | 1      | 1      | 0    | 0      | 100      |
| Luis Argüello                                                                | 1923        | 2      | 1      | 0    | 1      | 50       |
| José García-Cernuda (es) Pedro Parages                                       | 1923-1924   | 3      | 1      | 1    | 1      | 33,33    |
| Julián Olave José Rosich Luis Colina                                         | 1924        | 1      | 1      | 0    | 0      | 100      |
| Fernando Gutiérrez                                                           | 1925        | 3      | 3      | 0    | 0      | 100      |
| Ricardo Cabot (en) Manuel de Castro (en) José María Mateos (es)              | 1925        | 2      | 2      | 0    | 0      | 100      |
| Manuel de Castro (en) José María Mateos (es) Ezequiel Montero (en)           | 1926-1927   | 5      | 4      | 0    | 1      | 80       |
| José Ángel Berraondo                                                         | 1928        | 5      | 1      | 3    | 1      | 20       |
| José María Mateos (es)                                                       | 1929-1933   | 16     | 10     | 3    | 3      | 62,5     |
| Amadeo García                                                                | 1934-1938   | 12     | 6      | 2    | 4      | 50       |
| Eduardo Teus (en)                                                            | 1941-1942   | 6      | 3      | 2    | 1      | 50       |
| Jacinto Quincoces                                                            | 1945        | 2      | 1      | 1    | 0      | 50       |
| Luis Pasarín (en)                                                            | 1946        | 1      | 0      | 0    | 1      | 0        |
| Pablo Hernández Coronado (gl)                                                | 1947        | 2      | 0      | 0    | 2      | 0        |
| Guillermo Eizaguirre                                                         | 1948-1950   | 16     | 8      | 5    | 3      | 50       |
| Paulino Alcántara Luis Iceta Félix Quesada (en)                              | 1951        | 3      | 1      | 2    | 0      | 33,3     |
| Ricardo Zamora                                                               | 1952        | 2      | 1      | 1    | 0      | 50       |
| Pedro Escartín                                                               | 1952-1953   | 5      | 2      | 1    | 2      | 40       |
| Luis Iribarren (en)                                                          | 1953-1954   | 4      | 1      | 2    | 1      | 25       |
| Ramón Melcón                                                                 | 1955        | 2      | 0      | 1    | 1      | 0        |
| José Luis del Valle Emilio Jiménez Pablo Hernández Coronado (gl) Juan Touzón | 1955        | 1      | 1      | 0    | 0      | 100      |
| Guillermo Eizaguirre                                                         | 1955-1956   | 3      | 0      | 1    | 2      | 0        |
| Manuel Meana (en)                                                            | 1957-1959   | 12     | 7      | 3    | 2      | 58,3     |
| Ramón Gabilondo (en) José Lasplazas (en) José Luis Costa                     | 1959-1960   | 12     | 8      | 0    | 4      | 66,7     |
| Pedro Escartín                                                               | 1961        | 7      | 5      | 2    | 0      | 71,4     |
| Pablo Hernández Coronado (gl)                                                | 1962        | 3      | 1      | 0    | 2      | 33,3     |
| José Villalonga                                                              | 1962-1966   | 22     | 9      | 5    | 8      | 41       |
| Domingo Balmanya                                                             | 1966-1968   | 11     | 4      | 3    | 4      | 36,4     |
| Eduardo Toba (en)                                                            | 1968-1969   | 4      | 1      | 2    | 1      | 25       |
| Salvador Artigas Luis Molowny                                                | 1969        | 4      | 2      | 1    | 1      | 50       |
| Ladislao Kubala                                                              | 1969-1980   | 68     | 31     | 21   | 16     | 45,6     |
| José Santamaria                                                              | 1980-1982   | 24     | 10     | 8    | 6      | 41,7     |
| Miguel Muñoz                                                                 | 1982-1988   | 59     | 30     | 15   | 14     | 50,8     |
| Luis Suárez                                                                  | 1988-1991   | 27     | 15     | 4    | 8      | 55,6     |
| Vicente Miera                                                                | 1991-1992   | 8      | 4      | 2    | 2      | 50       |
| Javier Clemente                                                              | 1992-1998   | 62     | 36     | 20   | 6      | 58,1     |
| José Antonio Camacho                                                         | 1998-2002   | 44     | 28     | 9    | 7      | 63,6     |
| Iñaki Sáez                                                                   | 2002-2004   | 23     | 15     | 6    | 2      | 65,2     |
| Luis Aragonés                                                                | 2004-2008   | 54     | 38     | 12   | 4      | 70,4     |
| Vicente del Bosque                                                           | 2008-2016   | 114    | 87     | 10   | 17     | 80,7     |
| Julen Lopetegui                                                              | 2016-2018   | 20     | 14     | 6    | 0      | 70       |
| Fernando Hierro                                                              | 2018        | 4      | 1      | 2    | 1      | 25       |
| Luis Enrique                                                                 | 2018-2019   | 8      | 6      | 0    | 2      | 71,43    |
| Robert Moreno                                                                | 2019        | 9      | 7      | 2    | 0      | 88,89    |
| Luis Enrique                                                                 | 2019-2022   | 39     | 20     | 14   | 5      | 51,28    |
| Luis de la Fuente                                                            | depuis 2022 | 31     | 23     | 6    | 2      | 74,19    |

Dans la liste ci-dessus, les sélectionneurs en italique ont assuré l'intérim.

### Joueurs emblématiques

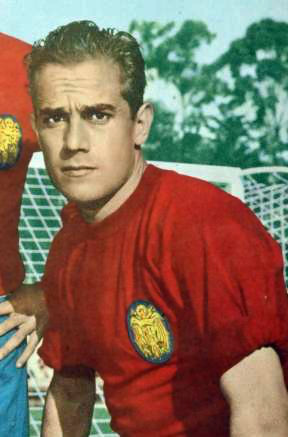
Luis Suárez sous le maillot de la sélection.

Dans sa liste des The Best of The Best, basée sur douze des principaux classements des meilleurs joueurs du XXe siècle publiés dans les médias de référence, RSSSF ne retient qu'un seul Espagnol : Alfredo Di Stéfano. Attaquant argentin devenu la vedette du Real Madrid CF, il est naturalisé en 1956 et fait ses débuts peu après, à 30 ans, en sélection espagnole. Il inscrit 23 buts en 31 matchs et arrête sa carrière internationale après la Coupe du monde 1962 au Chili (où il ne joue pas). Bien qu'il n'ait rien gagné avec la sélection mais double vainqueur du Ballon d'or en 1957 et 1959, Di Stéfano est choisi en 2004 par la fédération espagnole comme « le meilleur footballeur de ces 50 dernières années ». Autre naturalisé espagnol apparaissant dans la liste The Best of The Best, le Hongrois de naissance Ferenc Puskás.
La FIFA distingue sur son site Internet parmi les « joueurs de légende » de la sélection d'autres joueurs. Au début de 2014, ils sont cinq : le gardien de but Ricardo Zamora, devenu dans les années 1920 et 1930 la première vedette mondiale à son poste ; le buteur Telmo Zarra, auteur de vingt buts en autant de sélections, quatrième à la Coupe du monde 1950 où il inscrit quatre buts ; Ladislao Kubala, le « dieu Blaugrana », autre joueur naturalisé (il joue en sélection de Tchécoslovaquie puis de Hongrie avant de porter le maillot de la Roja) ; Francisco Gento, « l'homme aux six Coupes d'Europe », autre vedette du Real de Di Stéfano - régulièrement sélectionné, il manque pourtant l'Euro 1964 victorieux de l'Espagne. Enfin, parmi les champions d'Europe de 1964, l'attaquant Luis Suárez, Ballon d'or en 1960 ,.

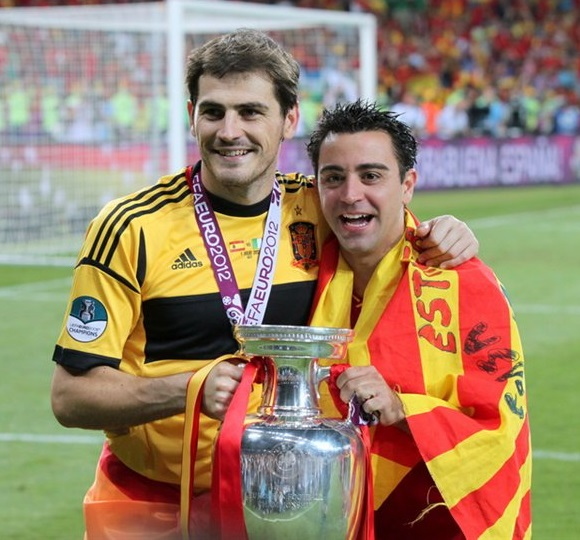
Iker Casillas et Xavi Hernandez en 2012.

La liste FIFA 100, publiée en 2004, honore en sus le milieu de terrain Luis Enrique et les attaquants Emilio Butragueño et Raúl González. Butragueño, jeune finaliste de l'Euro 1984 et auteur d'un quadruplé lors de la Coupe du monde 1986, est la vedette de la sélection à la fin des années 1980. Milieu de terrain complet et polyvalent, médaillé d'or des Jeux olympiques de 1992, Luis Enrique compte 62 sélections entre 1991 et 2002. Enfin, Raúl, qui réussit la performance de marquer lors de chacune des trois Coupes du monde à laquelle il participe, détient un temps le record du nombre de buts, avec 44 réalisations en 102 sélections entre 1996 et 2006.
Le triple succès de 2008, 2010 et 2012 sacre une génération exceptionnelle, dont émerge le gardien de but Iker Casillas et les milieux de terrain Andrés Iniesta et Xavi Hernandez. Les « autres » triple champions sont Sergio Ramos, Xabi Alonso, Cesc Fàbregas et Fernando Torres. David Villa, meilleur buteur de l'histoire de la sélection et autre vainqueur des deux premières compétitions, tout comme le défenseur Carles Puyol ne manquent l'Euro 2012 que sur blessure.
Le 8 septembre 2023, Lamine Yamal devient le plus jeune joueur de l'histoire à jouer un match pour l'équipe d'Espagne à 16 ans et 57 jours et il devient le même jour le plus jeune buteur (victoire 7 à 1 face à la Géorgie) battant ainsi les records d'Ansu Fati (plus jeune buteur) et de Gavi (plus jeune débutant).
En octobre 2024, Rodri devient le 3e Espagnol à remporter le Ballon d'or grace à son Euro avec l'Espagne et sa saison avec Manchester City. Lamine Yamal devient lors de la même cérémonie le plus jeune joueur à remporter le Trophée Kopa.

#### Records
| Rang | Sélections | Joueur             | Carrière  | Buts |
| ---- | ---------- | ------------------ | --------- | ---- |
| 1    | 180        | Sergio Ramos       | 2005-2021 | 23   |
| 2    | 167        | Iker Casillas      | 2000-2016 | 0    |
| 3    | 143        | Sergio Busquets    | 2009-2022 | 2    |
| 4    | 133        | Xavi               | 2000-2014 | 13   |
| 5    | 131        | Andrés Iniesta     | 2006-2018 | 13   |
| 6    | 126        | Andoni Zubizarreta | 1985-1998 | 0    |
| 7    | 125        | David Silva        | 2006-2018 | 35   |
| 8    | 114        | Xabi Alonso        | 2003-2014 | 16   |
| 9    | 110        | Fernando Torres    | 2003-2014 | 38   |
| 9    | 110        | Cesc Fàbregas      | 2006-2016 | 15   |

| Rang | Buts | Joueur             | Carrière  | Sélections | Ratio |
| ---- | ---- | ------------------ | --------- | ---------- | ----- |
| 1    | 59   | David Villa        | 2005-2017 | 98         | 0,6   |
| 2    | 44   | Raúl               | 1996-2006 | 102        | 0,43  |
| 3    | 38   | Fernando Torres    | 2003-2014 | 110        | 0,35  |
| 4    | 37   | Álvaro Morata      | 2014-     | 84         | 0,44  |
| 5    | 35   | David Silva        | 2006-2018 | 125        | 0,28  |
| 6    | 29   | Fernando Hierro    | 1989-2002 | 89         | 0,33  |
| 7    | 27   | Fernando Morientes | 1998-2007 | 47         | 0,57  |
| 8    | 26   | Emilio Butragueño  | 1984-1992 | 69         | 0,38  |
| 9    | 23   | Alfredo Di Stéfano | 1957-1961 | 31         | 0,74  |
| 9    | 23   | Sergio Ramos       | 2005-2021 | 180        | 0,13  |

Les joueurs en gras sont encore en activité.